# 폭풍 작전 (1995년)
폭풍 작전(세르보크로아트어: Operacija Oluja 오페라치야 올루야[*])은 크로아티아 독립 전쟁의 마지막 작전이자 보스니아 전쟁의 결과에 큰 영향을 준 중요한 작전 중 하나이다. 폭풍 작전은 독립 선언을 한 준국가 세르비아 크라이나 공화국에 맞서 630 km에 걸쳐 작전을 펼친 크로아티아 육군의 결정적 승리로 끝났으며, 보스니아 헤르체고비나 공화국군에게 전략적 승리를 가져다주었다. 크로아티아군은 벨레비트산맥을 따라 진격하는 크로아티아 특수경찰과 세르비아 크라이나 공화국군의 후방인 비하치 포위망에 위치한 보스니아 헤르체고비나 공화국군의 지원을 받았다. 폭풍 작전은 크로아티아가 영유권을 주장했던 전체 영토의 18.4%인 10,400 평방킬로미터의 영토를 수복하고 보스니아 헤르체고비나에서 독립한 서보스니아 자치주를 점령한다는 목표로 개시되었다. 이 작전은 제2차 세계 대전 이후 유럽에서 벌어진 가장 큰 육상 작전이었다. 폭풍 작전은 1995년 8월 4일 새벽에 개시되어 1995년 8월 7일 저녁에 종료되었지만, 크로아티아군의 포위망에서 저항하는 세르비아계 잔여 세력을 소탕하기 위한 작전은 8월 14일까지 지속되었다.
폭풍 작전으로 비하치 포위전이 종결되었고 보스니아 헤르체고비나 공화국군, 크로아티아 방위평의회, 크로아티아 육군은 뒤이은 미스트랄 2 작전을 통해 보스니아 헤르체고비나에서의 전세를 완전히 뒤바꾸었다. 95년 여름 작전에서 크로아티아군과 크로아티아 방위평의회의 진격 덕분에 세르비아 크라이나 공화국의 수도 크닌을 신속하게 점령할 수 있는 전략적 요충지가 확보되었고, 1990년 세르비아 통나무 혁명과 유고슬라비아 인민군의 개입으로 세르비아 크라이나 공화국이 창설된 크로아티아 독립 전쟁 때부터 크로아티아 육군이 꾸준히 무장과 훈련을 한 덕분에 폭풍 작전이 개시될 수 있었다. 작전 이후 유엔의 실패한 평화유지작전과 크로아티아 분쟁을 끝내기 위한 정치적 노력이 뒤따랐다.
크로아티아군과 보스니아 헤르체고비나군이 작전을 성공한 이유는 두 군대의 지속적인 군사 능력 향상의 결과이자 두 군대가 세르비아 크라이나군의 거점에서 이루어진 중요한 돌파구 작전을 성공한 덕분이었다. 작전 초기는 성공적이지 못했지만, 세르비아 크라이나군의 중요 거점이 함락되면서 세르비아 크라이나군의 사령부와 모든 방어 체계가 붕괴되며 빠르게 작전이 진행되었다. 폭풍 작전 직전에 크로아티아군이 보산스코그라호보를 점령하고 크로아티아 특수경찰이 그라차크로 진격하며 세르비아 크라이나군은 크닌을 방어할 수 없었다. 리카에서는 크로아티아의 2개 보위여단이 전략적 종심과 기동부대가 부족했던 세르비아 크라이나의 점령지를 차단하고, 카를로바츠 군단의 책임 지역으로 북진하기 위해 기동 부대를 배치했으며, 세르비아 크라이나군을 바노비나로 몰아냈다. 보스니아 헤르체고비나군을 상대하느라 예비군 부대를 기동할 수 없었던 세르비아 크라이나 바니야 군단도 글리나와 페트리냐에서 세르비아 크라이나군이 패배하자 같이 밀려났다. 세르비아 크라이나군은 전략적 예비대로 스릅스카 공화국군과 유고슬라비아군에 의존하고 있었지만 두 군대가 작전에 직접 참전하지는 않았다. 미국은 군사 컨설팅 회사인 MPRI(Military Professional Resources Incorporated)와 크로아티아가 크로아티아군의 자문, 훈련 및 정보 제공을 제공하는 국방부 라이선스 계약을 체결하도록 지시함으로써 작전에서 어느 정도 역할을 했다.
폭풍 작전 동안 크로아티아군과 크로아티아 방위평의회는 최소 174명에서 최대 214명의 사망자 또는 실종자가 발생했고, 세르비아 크라이나군은 560명의 사망자가 발생했다. 4명의 유엔 평화유지군도 사망했다. 크로아티아군은 4,000명의 포로를 잡았다. 세르비아계 주민들의 사상자 수에 대해서는 논란이 있는데, 크로아티아 측은 214명이 사망했다고 주장했지만 세르비아 측 자료에는 1,192명이 사망하거나 실종되었다고 집계했다. 세르비아계 반군인 세르비아 크라이나군은 점령지에서 크로아티아인들을 상대로 인종 청소를 자행했는데 170,000명에서 250,000명의 크로아티아인들이 축출되고 수백 명의 크로아티아인이 사망했다. 폭풍 작전 기간과 이후 세르비아 크라이나가 장악하고 있던 지역에서 세르비아인 약 150,000명에서 200,000명이 도망쳤고, 크로아티아군은 남은 세르비아 민간인들을 상대로 다양한 범죄를 자행했다.
구유고슬라비아 국제형사재판소(ICTY)는 전쟁범죄 혐의와 세르비아인들을 크로아티아에서 몰아내기 위한 공동범죄집단에 가담한 죄로 기소된 크로아티아 장군 3명을 재판에 회부했지만, 세 명 모두 최종적으로 무죄가 선고되었고 재판부는 공동범죄집단 혐의에 대해 반박했다. ICTY는 폭풍 작전이 민간인들이 의도적으로 목표로 삼지 않았기 때문에 인종 박해를 목표로 삼지 않았다고 결론지었다. ICTY는 크로아티아 육군과 특수경찰이 포격 이후 세르비아계 주민들에게 많은 범죄를 저질렀지만, 크로아티아 정부 및 군 지도부는 그들의 창설과 조직에 책임이 없으며 크로아티아가 세르비아계 소수민족을 대체하려는 구체적인 의도가 없었다고 밝혔다. 그러나 크로아티아는 세르비아인들의 귀환을 점점 더 어렵게 만들기 위해 차별적인 조치를 취했다. 휴먼 라이츠 워치는 폭풍 작전 중 일어난 대부분의 학대는 크로아티아군에 의해 자행되었고 이후 몇 달 동안 대규모로 계속되었으며, 이는 세르비아계 민간인에 대한 즉결 처형과 세르비아계 재산의 파괴를 포함한다고 보도했다. 2010년 세르비아는 크로아티아를 국제사법재판소(ICJ)에 제소하면서 폭풍 작전이 대량학살에 해당한다고 주장했다. 그러나 2015년 국제사법재판소는 폭풍 작전이 학살이 아니라고 판결하고 이전 구유고슬라비아 국제형사재판소의 판결을 유지했다.

## 배경

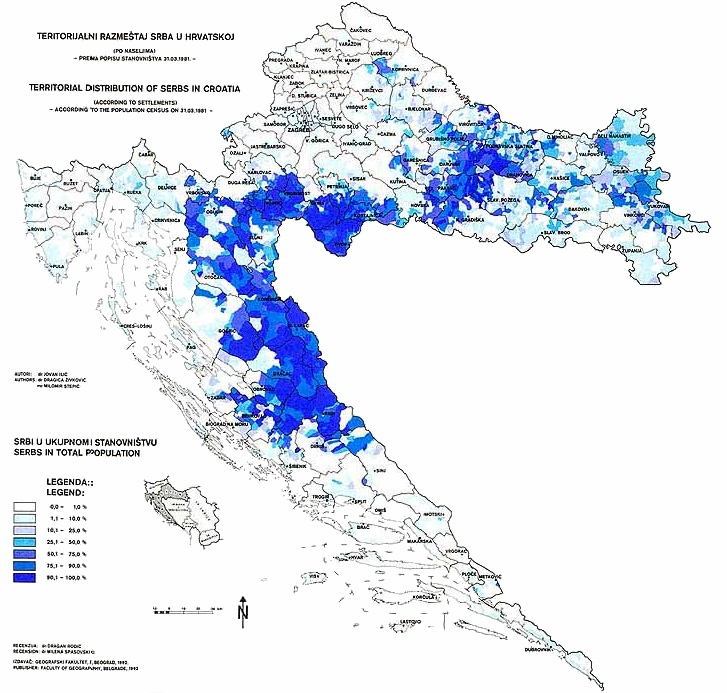
1981년 통계에 따른 크로아티아 내 세르비아계 주민 거주지역

1990년 8월, 크로아티아에서 통나무 혁명으로 알려진 반란이 발생하였는데,  이는 크닌 주변의 달마티아 배후지와 리카, 코르둔, 바노비나 지역 등 세르비아계가 다수 거주하는 동부 크로아티아의 촌락들을 중심으로 일어났다. 이 지역들은 이후 국제적으로 인정받지 못한 준국가인 세르비아 크라이나 공화국(RSK)를 형성했고, 세르비아 크라이나 정부가 크로아티아로부터 분리되어 세르비아 공화국에 가입할 것을 선언하자 크로아티아 공화국 정부는 세르비아 크라이나를 반란군으로 선언하였다.
1991년 3월 갈등이 고조되어 크로아티아 독립 전쟁이 발발하였다. 1991년 6월, 유고슬라비아가 해체되면서 크로아티아는 독립을 선언하였다. 크로아티아와 세르비아 크라이나 정부의 선언에 3개월간의 유예 기간이 이어졌고, 이후 10월 8일부터 이 결정이 발효되었다. 이 기간 동안, 세르비아 크라이나 정부는 크로아티아 주민들을 상대로 한 인종청소 작전을 시작하였다. 1991년, 84,000명의 크로아티아인들이 세르비아 크라이나가 점령한 영토를 탈출하였다. 1993년 초까지 세르비아 크라이나에서 대부분의 비세르비아인들이 추방되었다. 구유고슬라비아 국제형사재판소에 따르면 수백 명의 크로아티아인들이 살해당했으며, 추방된 크로아티아인과 다른 비세르비아인들의 수는 170,000명에 이르며, 휴먼 라이츠 워치에 따르면 이 수는 250,000명에 이른다. 1993년 11월까지 약 400명 이하의 크로아티아인들이 남부 섹터로 알려진 유엔 보호 지역에 남아 있었고, 1,500명에서 2,000명의 크로아티아인들이 북부 섹터에 남아 있었다.
크로아티아군은 또한 슬라보니아 동부와 서부 및 크라이나 지역 일부에서 세르비아인에 대한 인종청소를 벌였지만 규모는 더 제한적이었고 세르비아인 희생자는 세르비아군의 크로아티아인 희생자보다 적었다. 1991년에는 70,000명의 세르비아인이 크로아티아 영토에서 쫓겨났다. 1993년 10월 유엔난민기구(UNHCR)는 세르비아 크라이나 지역에서 온 세르비아인 및 기타 비세르비아인 실향민이 247,000명, 그리고 크로아티아 나머지 지역에서 온 세르비아인 실향민 및 난민이 254,000명일 것으로 추정했으며, 이 중 87,000명은 유엔 보호구역에 거주하는 것으로 추정했다.
이 기간 동안 크로아티아 마을에 사는 세르비아인들은 직장에서 해고되는 것부터 자동차나 집 밑에 폭탄이 설치되는 등 다양한 형태의 차별을 받았다. 유엔인권위원회는 유엔 보호구역 중 세르비아인이 통제하는 지역에서 크로아티아인과 비세르비아인에 대한 인권 유린이 지속적으로 있었다고 보고했다. 크라이나 세르비아계 "당국자" 중 일부는 민족주의 정책에 동의하지 않는 세르비아인뿐만 아니라 남아있는 비세르비아인에 대해 인권 유린을 자행한 가장 끔찍한 가해자 중 하나였다. 인권 침해에는 세르비아인의 지역 지배를 보장하기 위해 계획된 살인, 실종, 구타, 괴롭힘, 강제 재정착 또는 망명이 포함되었다. 1993년 유엔인권위원회는 또한 크로아티아 정부가 장악한 지역에서 세르비아인에 대한 살인, 실종, 신체 학대, 불법 구금, 괴롭힘 및 재산 파괴를 포함하는 일련의 학대가 지속되었다고 보고했다.
유고슬라비아 인민군(JNA)이 세르비아 크라이나를 지원하고 크로아티아 경찰이 이 상황에 대처할 수 없다는 것이 입증되자 1991년 5월 크로아티아 국가방위군(ZNG)이 창설되었고, 이후 크로아티아 국가방위군은 크로아티아군으로 명칭을 변경했다. 크로아티아 군대의 창설은 9월 유엔의 무기 금수 조치로 인해 차질을 빚게 되었다. 1991년의 마지막 달 동안 양측은 가장 치열한 전투를 벌였으며, 막사 전투, 두브로브니크 포위전, 부코바르 전투 등이 발생했다. 결국 1992년 1월 크로아티아, 유고 인민군, 유엔 대표들이 밴스 계획을 실행하기로 합의했다.
밴스 계획을 통한 휴전은 성공적이지 못했기 때문에 유엔 보호군(UNPROFOR)이 크로아티아에 배치되어 협정을 유지하고 감독하였다. 크로아티아 분쟁이 참호전으로 발전하면서 전쟁은 교착 상태가 되었고, 유고슬라비아 인민군은 크로아티아에서 새로운 분쟁이 예상되는 보스니아 헤르체고비나로 후퇴하였다. 세르비아는 세르비아 크라이나를 계속 지원하였으나, 두브로브니크 포위전이 끝나고 크로아티아군이 진격하면서 일부 지역이 크로아티아 영토로 수복되었고, 마슬레니차 작전으로 크로아티아군은 약간의 전술적 이득을 얻었다. 크로아티아군의 성공에 맞서 세르비아 크라이나 공화국 육군(ARSK)은 간헐적으로 대포와 미사일로 크로아티아의 여러 마을을 공격하였다.
유고슬라비아 인민군이 크로아티아에서 철수하자 보스니아 헤르체고비나의 독립에 대한 1992년 2월 29일부터 3월 1일까지의 국민투표를 앞두고 1992년 1월 9일 세르브계 보스니아인들이 보스니아 헤르체고비나 공화국을 선포하면서 유고슬라비아 인민군 부대원들은 새로운 보스니아 세르비아군 창설을 준비하였다. 이 국민투표는 나중에 보스니아 전쟁의 구실로 인용되었다. 보스니아 세르비아인들은 3월 1일 수도 사라예보 등에 바리케이드를 설치하였고, 다음 날 사라예보와 도보이에서 보스니아 전쟁의 첫 사망자가 발생했다. 1992년 3월 말엽 보스니아 세르비아군은 보산스키브로드를 포격하기 시작하였고, 4월 4일 사라예보가 공격을 받았다. 스릅스카 공화국이 선포된 이후 스릅스카 공화국군으로 명칭을 변경한 보스니아 세르비아군은 1992년 말까지 보스니아 헤르체고비나의 약 70%를 장악하였다. 스릅스카 공화국이 차지한 보스니아 헤르체고비나의 영토 비율은 1994년까지 거의 변하지 않았다. 원래 보스니아 전쟁은 보스니아 세르비아인들과 보스니아 헤르체고비나 내 비세르비아인들이 맞붙었지만, 크로아티아-보스니아 전쟁이 시작되면서 1992년부터 3파전으로 변하게 되었다. 세르비아 크라이나는 바냐루카에서 이따금 공습을 가하고 크로아티아의 여러 도시를 폭격한 스릅스카 공화국의 지원을 제한적으로 받았다.

## 서막

### 비하치 포위전과 서구의 개입

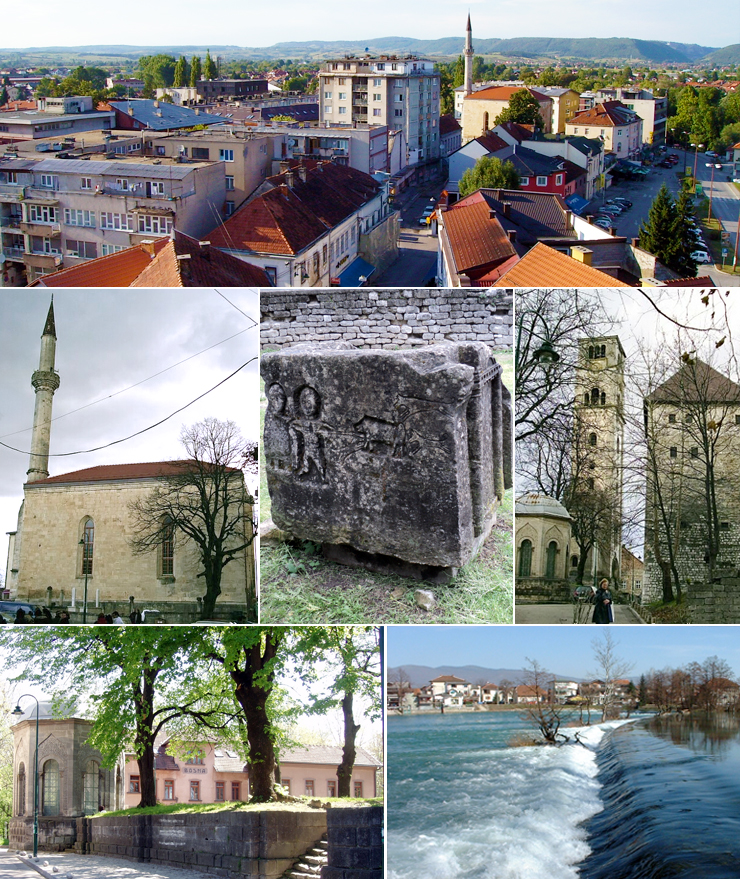
비하치 포위전의 주요 전장이 되었던 비하치의 콜라주 이미지.

1994년 11월, 스릅스카 공화국군과 스릅스카 공화국이 보스니아 헤르체고비나 공화국군(ARBiH)의 통제 하에 있던 비하치를 점령하는 것을 목전에 둠으로서, 보스니아 전쟁의 전투 중 하나인 비하치 포위전은 중요한 전환점을 맞았다. 비하치는 전략적으로 중요한 지역이었고, 1993년 6월 이래로 비하치는 보스니아 헤르체고비나에 설립된 6개의 유엔 안전 지역 중 하나였다.
클린턴 행정부는 비하치의 점령이 지역에서의 확전과 큰 인도주의적 위기로 이어질 것이라고 보고 세르브계 보스니아인들에 대한 공습을 결정했다. 하지만 보스니아에 있는 유엔 안전 지역을 보호하는 방법을 두고 미국, 영국, 프랑스는 서로 이견이 있었다. 미국은 스릅스카 공화국군에 대한 공습을 주장하였지만 지상군을 투입할 의사는 없었다. 반면 영국과 프랑스를 비롯한 유럽 국가들은 미국이 세르비아인들에 맞선 군사적 충돌을 제안하는 것에 대해서는 자유로울 수 있었어도 그러한 군사적 충돌을 막기 위해 유럽 열강에 의존하고 있다는 사실 역시 인식하고 있었다. 특히 1994년 당시 프랑스 대통령이었던 프랑수아 미테랑은 어떠한 군사 개입에도 반대하고 있었고, 영국의 존 메이저 총리 역시 세르브계에 공격을 가할 경우 보스니아에 파견된 유엔 보호군과 영국군이 보복 공격을 당할 수 있다고 보고 군사 개입을 반대했다. 1995년 5월 자크 시라크가 프랑스 대통령에 당선되고 그가 영국 정부에 압박을 넣으면서, 세르브계 보스니아인에 맞선 공습에 대한 유럽 국가들의 기조도 달라지게 되었다.
한편 크로아티아군은 비하치의 함락에 대해 전략적인 중요성이 없다고 부정하였으나, 크로아티아군 참모총장인 얀코 보베트코는 크로아티아의 전쟁 수행 능력이 끝났음을 의미하는 비하치의 함락에 대한 가능성을 고려했다. 이와 더불어 워싱턴 협정이 체결되어 크로아티아-보스니아 전쟁이 끝남에 따라, 1993년 2월 클린턴 행정부의 군사 계획을 반영한 미국 정부는 군사전문자원 주식회사를 통해 크로아티아에 미국 군사 고문단을 파견했다. 뉴욕 타임즈를 비롯한 여러 매체 및 자료에 따르면, 군사전문자원 주식회사는 크로아티아군에 군사 교리 자문, 작전 시나리오 구상, 미국 인공위성을 통한 지리 정보 제공 등 다양한 역할을 수행한 것으로 나와 있지만, 미국 정부와 크로아티아 정부 그리고 군사전문자원 주식회사 모두 이를 부정하고 있다. 1994년 11월 미국은 보스니아 헤르체고비나에 대한 무기 제재를 취하했으며, 이에 따라 보스니아 내부의 크로아티아군은 크로아티아를 통해 무기를 보급할 수 있게 되었다.

### Z-4 계획
미국, 러시아, 유럽 연합 그리고 유엔은 기존의 반스 계획을 대체할 새로운 계획을 1994년 3월 23일부터 준비했고, 그 결과로 Z-4 계획이 탄생하게 되었다. Z-4 계획을 통해 크로아티아 내부에 영구적인 세르비아계 자치주가 설립될 법적 근거가 마련되었다. Z-4 계획에 따르면 서슬라보니아가 먼저 크로아티아에 반환되고, 이후 동슬라보니아는 유엔의 임시 행정 기간을 거친 뒤 크로아티아에 반환되기로 결정되었다. 1994년 9월 Z-4 계획의 초본이 입안되었지만, 구유고슬라비아 국제형사재판소의 공동 의장이었던 데이비드 오웬과 토르발트 스톨텐베르크는 계획에 대한 수정안을 몇 차례 제시했다. 첫 수정안은 바냐루카 일대의 세르브계 보스니아인들과 세르비아 정부가 더 활발히 교류할 수 있도록 크로아티아 영토였던 주파나를 유고슬라비아 연방공화국에 넘겨 주자는 것이었는데, 1994년 9월 8일 제출된 수정안은 원안 계획자들이 거부했다. 이후 오웬은 9월 8일 세르비아 크라이나를 크로아티아가 아닌 유고슬라비아 연방에 병합하자는 수정안을 제출했는데, 독일 외무부 장관이었던 클라우스 킹켈과 러시아 정부가 반대하면서 이 수정안도 무산되었다.
1994년 10월 1일, 피터 갈브레이스는 크로아티아의 대통령 프라뇨 투지만에게 이 계획을 알렸으며, 마찬가지로 아렌스와 아이데는 세르비아 크라이나의 대통령 밀란 마르티치에게 이 계획을 알렸다. 초기 Z-4 계획 협상이 크로아티아와 세르비아 크라이나에 실제로 공개되지 않은 채 계획되었음에도 불구하고, 계획의 주요사항들이 10월 중순 베오그라드와 자그레브 신문에 유출되었다. 플로렌스 하르트만에 따르면, 투지만의 대표와 세르비아 대통령 슬로보단 밀로셰비치는 10월 오스트리아 그라츠에서 만나 세르비아 크라이나의 크로아티아 재통합 제안과 Z-4 계획에 대한 반대를 논의하였다. 투지만은 크로아티아 내 세르비아 국가를 구상한다는 이유로 이 계획을 싫어한 반면, 밀로셰비치는 이 계획이 코소보, 보이보디나, 산자크와 같은 유고슬라비아의 비세르비아인 또는 민족적 혼합 지역에 적용될 수 있는 위험한 선례라고 보았다.

### 크로아티아군의 진격
크로아티아군은 1994년 11월부터 1994년 12월까지 1994년 겨울 작전을 진행해 크로아티아군은 약 20km를 진격하여 리브노 북서쪽 약 200km(77km2)의 영토를 점령했다. 이후 1995년 4월 7일 시작된 도약 1 작전은 크로아티아군 중장이었던 안테 고토비나가 겨울 작전에서 확보한 영토가 세르비아 크라이나군의 반격에 취약하다고 판단하여 입안한 1994년 겨울 작전의 첫 번째 후속 작전이었다. 크로아티아 제7근위여단은 제4근위여단을 구원하고 약 5km(3.1마일)를 진격한 뒤, 폭 15km(9.3마일)의 전선을 따라 세르비아 크라이나군의 방어선을 돌파하고 약 75km(29km)의 영토를 점령했으며, 이 작전을 통해 크로아티아군은 디나라고개를 통과할 수 있는 우니슈타로 접근할 수 있었다.
1994년 12월, 크로아티아와 세르비아 크라이나 정부는 도로 및 철도 연결, 수도 및 가스 공급, 아드리아 송유관 일부 사용 등을 복구하기 위한 경제 협정을 체결했다. 협정의 일부는 이행되지 않았지만, 오쿠차니 근처의 세르비아 크라이나 영토를 통과하는 자그레브-베오그라드 고속도로의 일부 구간과 송유관이 모두 개통되었다. 하지만 1995년 4월 말에 자그레브-베오그라드 고속도로에서 발생한 일련의 살인 사건들과 이로 인한 크로아티아와 세르비아 크라이나 정부 간의 무력 충돌로 인해 크로아티아군은 플래시 작전을 개시했다. 크로아티아는 작전을 시작한 지 3일 후인 5월 4일까지 서부 슬라보니아에 있는 세르비아 크라이나의 모든 영토를 되찾았고, 서부 슬라보니아에 있는 여러 도로와 시설들을 이용할 수 있게 되었다. 이에 대응하여, 세르비아 크라이나군은 집속탄이 장착된 M-87 오르칸 미사일을 사용하여 자그레브를 공격했다. 그 후 밀로셰비치는 세르비아 크라이나 지역에서 태어난 수천 명의 세르비아인들과 함께 세르비아 크라이나군을 지휘하기 위해 유고슬라비아 육군 고위 장교와 무기, 야전 장교를 보냈다.
크로아티아군은 1995년 6월 4일 1994년 겨울 작전의 두 번째 후속 작전인 도약 2 작전을 개시했다. 도약 2 작전은 크게 두 단계로 나뉘었는데, 첫 번째 단계에서는 치르니 루그를 점령해 디라나 고개 남쪽을 확보하는 것이었고 두 번째 단계는 샤토르산과 치르베냐 젬랴 능선 북쪽을 점령하여 글라모치 지역의 보급을 어렵게 만드는 것이었다. 6월 10일까지 진행된 이 작전을 통해 리반스코 평원 일대의 크로아티아군은 보다 나은 위치에 자리잡게 되었으며, 브를리카 계곡, 체티나 계곡, 그리고 보산스코그라호보-글라모치 도로가 크로아티아군 포의 사격 범위에 들어오게 되었다.

### 1995년 여름의 상황

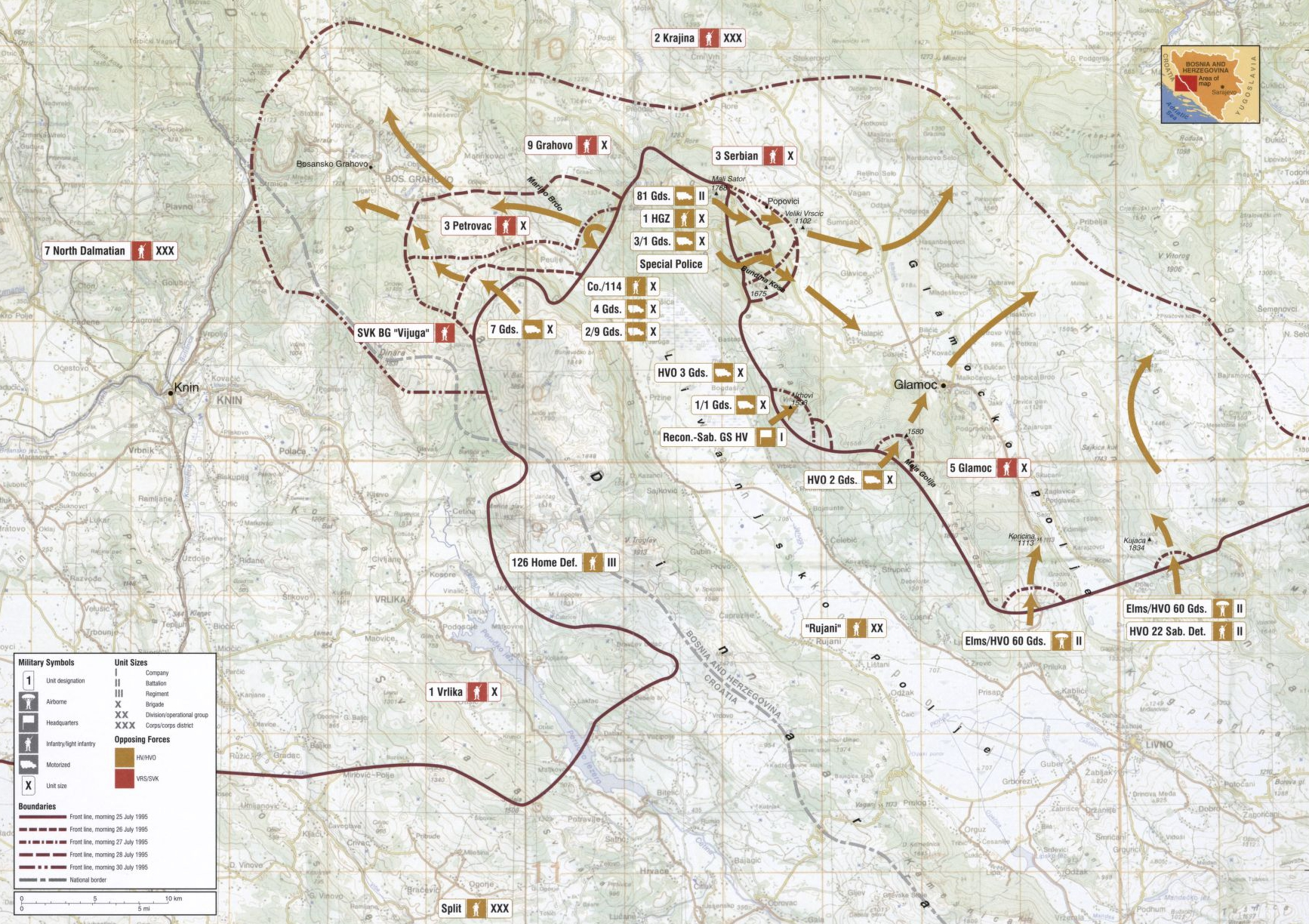
폭풍 작전 직전이자 1995년 여름 작전 종료 날짜인 1995년 7월 29일 보스니아 남쪽 전선의 상황

1995년 플래시 작전 당시 Z-4 계획을 다시 도입하려는 시도가 있었지만, 크로아티아 측과 세르비아 크라이나 측의 이견으로 인해 양측의 협상은 실패했고 5월 달 Z-4 계획 입안 시도는 붕괴되었다. 하지만 1995년 6월 28일 클라우스 킹켈과 프랑스 외무부 장관 에르베 드 샤렛의 회담을 통해 Z-4 계획의 부활이 다시 언급되었다. 킹켈과 샤렛은 휴전을 시행하기 위해 분리 구역을 설정하고, 세르비아계의 외부 국경을 감시하며, 크로아티아와 세르비아계의 안전을 위한 구체적인 보장을 제공하며, 크로아티아와 세르비아계 간의 경제 협력을 통해 신뢰를 구축할 것을 제안했지만 세르비아 크라이나 정부가 협상을 거부하면서 이 계획도 무산되었다.
크로아티아군은 7월 15일 기존의 얀코 보베트코를 대신하여 즈보니미르 체르벤코로 사령관을 대체했다. 한편 세르브계 보스니아인들은 1994년 타이거 작전으로 보스니아 헤르체고비나 공화국군에게 빼앗긴 서부 보스니아 자치주를 복구시키고자 1994년 11월부터 거미 작전을 개시한 뒤, 1995년 7월 17일 거미 작전을 통해 얻은 군사적 우위를 확장하면서 세르비아 크라이나군은 서부 보스니아 자치주를 복구하는 한편 비하치를 점령하려는 새로운 계획을 마련했다. 거미 작전에서 세르브계 보스니아인들이 성공을 거두자, 보스니아 헤르체고비나 정부는 세르비아 크라이나 및 서부 보스니아 자치주에 맞서 혼자 싸우는 것이 어렵다는 것을 인식하고 크로아티아 정부에 도움을 요청했다. 크로아티아 대통령 프라뇨 투지만은 보스니아 헤르체고비나 정부의 요청에 응하며 보스니아 헤르체고비나의 대통령 알리야 이제트베고비치와 1995년 7월 27일 스플리트에서 양측의 상호방위협정인 스플리트 협정을 체결했다. 이 협정을 통해 크로아티아군은 대규모의 군대를 보스니아 헤르체고비나 영내로 파견할 수 있게 되었다.
비하치의 점령을 막기 위해 시작된 1995년 여름 작전도 순조롭게 진행 중이었다. 1995년 7월 25일 작전 개시일에 크로아티아군과 크로아티아 방위평의회는 스릅스카 공화국군의 강한 저항에 부딪혀 진전이 거의 없었으나 다음 날인 7월 26일 제9근위여단 제2대대가 스릅스카 공화국군의 후방을 공격하여 반격의 계기를 마련했고 이를 통해 크로아티아군은 보스산코크로노보로부터 7km 떨어진 지점에 이르게 되었다. 7월 27일 스플리트 협정이 서명되던 날 크로아티아군은 보스산코크로노보 공격축을 강화하기 위해 제4보위여단을 축 우익에 파견했다. 크로아티아 공군 미코얀구레비치 MiG-21 2대를 파견해 글라모츠 인근의 스릅스카 공화국군을 공격했는데, 이는 비행공제작전을 통해 유엔과 북대서양 조약 기구가 설정한 비행금지구역을 침범한 것이었다. 그럼에도 불구하고 1995년 7월 28일 크로아티아군은 보스산코크로노보에 주둔한 스릅스카 공화국군을 격파하고 도시를 점령하였다. 크로아티아 방위평의회는 1995년 7월 29일 글라모츠를 점령하였다. 1995년 7월 30일 세르비아 크라이나 정부는 크로아티아군에 잃어버린 영토를 수복할 것을 선언하며 전시령을 선포했고, 스릅스카 공화국군의 총사령관 라트코 믈라디치도 7월 30일 크닌을 방문해 크로아티아군에게 빼앗긴 영토를 되찾을 것이라고 이야기했다. 그러나 세르비아 크라이나군은 서부 보스니아에서 크로아티아군에게 맞서 공격을 개시할 수 있는 부대가 없다고 결론지었다. 세르비아 크라이나군의 분석에 따르면, 크로아티아군은 세르비아 크라이나군이 비하치를 점령하려는 시도를 다시 무위로 만들었고 세르비아 크라이나 주민들 사이에서는 크로아티아군에 맞서 세르비아 크라이나군이 자신들을 지켜줄 수 없을 것이라는 공포와 두려움이 퍼져 나갔다.

### 협상의 실패와 주민 탈출
1995년 7월 30일 밀로셰비치는 미국 정부에 크로아티아가 세르비아 크라이나를 향한 공격을 중단해줄 것을 요청해달라고 부탁했다. 밀로셰비치의 요청에 따라 Z-4 계획에 따른 새로운 협상이 진행될 예정이었지만, 1995년 8월 2일 밀로셰비치는 갈브레이스를 만나기를 거부했다. 대신 갈브레이스는 베오그라드에서 바비치를 만나 바비치에게 세르비아 크라이나가 비하치 포위전에 연루되어 국제적인 동정을 기대할 수 없으며, 전쟁을 피하기 위해서는 크로아티아의 조건을 받아들여야 할 것이라고 말했다. 갈브레이스는 대안으로 바비치에게 Z-4 계획에 따른 협상을 수용하라고 조언했다. 바비치는 이에 응했고, 스톨텐베르크는 8월 3일 크로아티아와 세르비아 크라이나 대표단을 초청하여 회담을 가졌다. 제네바 근처에 있는 젠호드가 언론의 관심을 피하기 위한 장소로 선정되었다. 세르비아 크라이나 대표단은 세르비아 크라이나 공화국 육군의 밀레 노바코비치 소장이, 크로아티아 대표단은 투지만의 고문인 이비치 파샬리치가 맡았다. 스톨텐베르크는 Z-4 계획에 따른 8월 10일 시작될 협상을 비롯하여 7개 타협안을 제시했고, 이 제안은 바비치가 처음에 수락했고, 그는 스톨텐베르크 제안에 대한 지지를 공개적으로 선언할 것을 요청받았을 때 정치적 해결책으로 Z-4 계획에 대해 유보적인 입장을 표명했다. 파샬리치는 이후 노바코비치에게 세르비아 크라이나 정부를 크로아티아 민간 정부로 즉각 교체하는 것을 포함한 크로아티아의 7가지 요구를 수용할 것을 요청했다. 노바코비치는 파샬리치의 제안을 거절했고, 그는 대신 스톨텐베르크 제안을 수락했음을 나타냈고, 파샬리치는 세르비아 크라이나가 크로아티아의 협상 제안을 거절했다고 선언했다.
한편 8월 2일, 1995년 여름 작전의 여파로 세르비아 크라이나 민간방위당국은 세르비아 크라이나에서의 탈출 준비를 명령했다. 세르비아 크라이나의 총리였던 밀란 바비치는 세르비아 크라이나의 주요 정부 부처를 도니라파츠로 이동시키는 것도 고려하였다. 여성과 어린이들은 유고슬라비아 연방공화국으로 이동하기 시작했고, 세르비아 크라이나군은 8월 3일까지 동원을 완료했다.

## 전투 서열

폭풍 작전 초긱 각 부대의 작전책임구역
HV,
ARSK
보스니아 헤르체고비나:
HV/HVO,
VRS/ARSK,
ARBiH/HVO,
APWB

크로아티아 육군의 작전 계획은 폭풍-1에서 폭풍-4로 지정된 4개의 별개의 부분으로 설정되었으며, 이들은 그들의 개별 책임 영역(AOR)에 기초하여 다양한 군단에 할당되었다. 각각의 계획은 4일에서 5일 정도가 소요될 예정이었다. 크로아티아 육군이 세르비아 크라이나군을 공격하기 위해 할당한 병력은 스플리트, 고스피치, 카를로바츠, 자그레브, 벨로바르 군단 등 5개 군단으로 구성되었다. 제6구역은 고스피치 군단과의 경계 부근에 있는 스플리트 군단 작전책임구역 내의 크로아티아 특수경찰에게 할당되었다. 작전 구역의 가장 남쪽에 위치하고 있으면서 안테 고토비나 중장의 지휘를 받고 있었던 스플리트 군단은 폭풍 작전의 핵심 계획인 폭풍 4를 할당받았다. 스플리트 군단은 코쟈크-95라는 이름으로 명칭을 변경하는 명령을 반포했는데, 이는 크로아티아군에서 흔히 있는 일은 아니었다. 30,000명의 병력을 보유한 스플리트 군단은, 크닌에 본부를 두고 있고 슬로보단 코바셰비치가 지휘하는 10,000명의 병력을 보유한 북달마티아 군단과 대치하고 있었다. 3,100명의 특수경찰이 스플리트 군단 왼쪽 측면에 있는 벨레비트 산에 배치되었고, 이들은 중장인 믈라덴 마르카치가 지휘하는 크로아티아 육군 총참모부에 직접 예속되었다.
25,000명의 병력으로 구성된 크로아티아군 고스피치 군단은 특수경찰 구역 왼쪽에서 폭풍-3의 일부 임무를 할당받았다. 고스피치 군단은 미르코 노라크 준장이 지휘하고 코레니카에 본부를 두고 있었으며, 스테반 셰보 소장이 지휘하는 세르비아 크라이나군 제15리카군단과 대치했다. 약 6,000명의 병력으로 구성된 리카 군단은 세르비아 크라이나 후방의 비하치 지역에서 크로아티아 고스피치 군단과 헤르체고비나 공화국군 사이에 끼여 넓지만 매우 얕은 지역을 형성하고 있었다. 보스니아 헤르체고비나 공화국군 제5군단은 약 2,000명의 병력을 이 지역에 배치했다. 전방의 150km 구간을 할당받은 고스피치 군단은 세르비아 크라이나군을 반으로 나눈 뒤 보스니아 헤르체고비나 공화국군과 연결하는 임무를 맡았고, 보스니아 헤르체고비나 공화국군은 비하치 지역으로 접근하는 세르비아 크라이나군을 봉쇄하는 임무를 맡았다.
고스피치 군단의 왼쪽 측면에 있는 밀렌코 치르냐츠 소장이 지휘하는 크로아티아 육군 카를로바츠 군단은 오굴린에서 카를로바츠까지 이어지는 지역을 담당하고 폭풍-2 계획을 실행할 예정이었다. 군단은 15,000명의 병력으로 구성되었으며, 자그레브와 고스피치 군단의 측면을 보호하기 위해 이 지역에 있는 세르비아 크라이나군 병력을 고정하는 임무를 맡았다. 카를로바츠 군단은 오굴린에 전진 지휘소를 두고 있었고, 페트로바고라에 본부로 두고 작전책임구역에 4,000명의 병력으로 구성된 세르비아 크라이나군 제21 코르둔 군단(그 여단 중 하나가 자그레브 군단과 마주하고 있었다)과 대치하고 있었다. 처음에 제21 코르둔 군단은 벨코 보사나츠 대령이 지휘했지만, 8월 5일 저녁에 체도 불라트 대령이 그 자리를 대신했다. 또한 밀로라드 스투파르 소장이 지휘하는 세르비아 크라이나군 특수부대 군단의 대부분은 이 지역에 있었다. 세르비아 크라이나 특수부대는 폭풍 작전이 시작될 때 주로 비하치 지역에 있었으며 병력 5,000명을 보유하고 있었다. 작전책임구역 내에 세르비아 크라이나 기갑부대와 포병 부대는 크로아티아 육군보다 수가 많았다.
처음에 이반 바사라츠 소장이 지휘하고 카를로바츠 군단의 좌측에 위치한 크로아티아 육군 자그레브 군단은 글리나, 페트리냐, 흐르바츠카 코스타이니카의 3개 주요 공격 축에 배치되었고, 폭풍-1 계획을 담당했다. 글리나에 본부를 두고 슬로보단 타르부크 소장이 지휘하는 세르비아 크라이나 제39 바니야 군단이 자그레브 군단에 맞섰다. 자그레브 군단은 크로아티아 도시를 겨냥할 가능성이 있는 세르비아 크라이나군 포병과 미사일을 무력화하기 위해 페트리냐를 우회하여 수냐에서 흐르바츠카 코스타이니카를 향해 2차 공격을 가하는 임무를 맡았다. 선봉을 맡기로 한 특수경찰대대와 제81근위대대가 다른 곳으로 배치되면서 자그레브 군단의 2차 임무는 변경될 수밖에 없었다. 자그레브 군단은 30,000명의 병력으로 구성된 반면, 이에 맞서는 세르비아 크라이나 제39군단은 병력이 9,000명이었고 비하치에 있는 약 1,000명의 보스니아 헤르체고비나 공화국군 병력이 후방에 배치되었다. 폭풍 작전이 시작되었을 때, 세르비아 크라이나군 3,500명이 보스니아 헤르체고비나 공화국군과 교전을 벌였다. 자그레브 군단의 좌측에 우나강변 일대를 담당하는 크로아티아 육군 벨로바르 군단은 노브스카에 전진 지휘소를 두고 있었다. 군단은 루카 잔코 소장이 지휘했다. 벨로바르 군단의 맞은편에는 세르비아 크라이나군 바니야 군단의 일부가 있었다. 벨로바르 군단은 8월 2일 공격에 포함되어 있었기 때문에 별도의 작전 계획을 발표하지 않았다.
세르비아 크라이나군은 이 지역의 병력을 두 개로 나누어 북달마티아 군단과 리카 군단을 세르비아 크라이나 총참모부에 예속시키고, 나머지는 밀레 노바코비치 중령이 지휘하는 코르둔 작전단으로 나누었다. 영토의 관점에서 부대의 작전책임구역은 유엔 보호 구역의 남쪽 구역과 북쪽 구역에 해당했다.
교전 당사자들이 배치한 총 병력 수의 추정치는 상당히 다양하다. 크로아티아군의 총 병력은 100,000명 이하에서 150,000명으로 추정되지만, 대부분의 자료에서는 이 수치를 약 130,000명으로 추정한다. 폭풍 작전 이전에 크로아티아 육군은 남쪽과 북쪽 지역의 세르비아 크라이나군 병력을 약 43,000명으로 추정했다. 개별 세르비아 크라이나 군단의 병력에 대한 크로아티아 육군의 자세한 추정치는 34,000명이지만, 세르비아 측 자료에는 27,000명의 병력이라고 나온다. 이러한 불일치로 일반적으로 문헌에는 세르비아 크라이나군의 병력은 30,000명이었을 것으로 추정한다. 보스니아 헤르체고비나 공화국군은 비하치 근처의 세르비아 크라이나군 진지에 맞서 약 3,000명의 병력을 배치했다. 1994년 말 동맹국인 세르비아 크라이나와 포위망 사이에 있는 비하치 북서쪽의 땅에 위치한 서부 보스니아 자치주(APWB)의 군대는 피크레트 압디치가 지휘하고 있었으며 보스니아 헤르체고비나 공화국군에 맞서 벨리카 클라두샤 남쪽에 배치된 4,000명에서 5,000명의 병사를 보유하고 있었다.
| 군단            | 부대                            | 각주                                                               |
| --------------- | ------------------------------- | ------------------------------------------------------------------ |
| 스플리트 군단   | 제4근위여단                     | 보산스코그라호보 지역                                              |
| 스플리트 군단   | 제7근위여단                     | 보산스코그라호보 지역                                              |
| 스플리트 군단   | 제81근위대대                    | 글라모츠 지역 담당                                                 |
| 스플리트 군단   | 제1크로아티아 근위여단          | 제1크로아티아 근위군단; 보산스코그라호보 지역의 예비부대           |
| 스플리트 군단   | 제6향토방위연대                 | 시니 지역                                                          |
| 스플리트 군단   | 제126향토방위연대               | 시니 지역                                                          |
| 스플리트 군단   | 제144향토방위연대               | 시니 지역                                                          |
| 스플리트 군단   | 제142향토방위연대               | 시베니크 지역                                                      |
| 스플리트 군단   | 제15향토방위연대                | 시베니크 지역                                                      |
| 스플리트 군단   | 제114보병여단                   | 시베니크 지역                                                      |
| 스플리트 군단   | 제9근위여단 제2대대             | 자다르 지역                                                        |
| 스플리트 군단   | 제112보병여단                   | 자다르 지역                                                        |
| 스플리트 군단   | 제7향토방위연대                 | 자다르 지역                                                        |
| 스플리트 군단   | 제134향토방위연대               | 자다르 지역                                                        |
| 스플리트 군단   | HVO 제10포병로켓연대            | 스플리트 군단 지원                                                 |
| 스플리트 군단   | 제14포병대대                    | 스플리트 군단 지원                                                 |
| 스플리트 군단   | 제20곡사포대대                  | 스플리트 군단 지원                                                 |
| 스플리트 군단   | 제5방위여단 포병대대 소속       | 스플리트 군단 지원                                                 |
| 스플리트 군단   | 제11대전차포병로켓대대          | 스플리트 군단 지원                                                 |
| 고스피치 군단   | 제138향토방위연대               | 사보르스코 지역                                                    |
| 고스피치 군단   | 제133향토방위연대               | 사보르스코 지역                                                    |
| 고스피치 군단   | 제9방위여단                     | 제2대대는 고스피치 지역 배치                                       |
| 고스피치 군단   | 제118보병여단                   | 고스피치 지역                                                      |
| 고스피치 군단   | 제111보병여단                   | 고스피치 지역                                                      |
| 고스피치 군단   | 제12포병대대                    | 고스피치 군단 지원                                                 |
| 고스피치 군단   | 제1근위여단                     | 크로아티아 참모부 직속; 8월 4일부터 8월 6일까지 고스피치 군단 배속 |
| 카를로바츠 군단 | 제104보병여단                   | 카를로바츠 지역                                                    |
| 카를로바츠 군단 | 제110향토방위연대               | 카를로바츠 지역                                                    |
| 카를로바츠 군단 | 제137향토방위연대               | 카를로바츠 지역                                                    |
| 카를로바츠 군단 | 제14향토방위연대                | 오굴린 지역                                                        |
| 카를로바츠 군단 | 제143향토방위연대               | 오굴린 지역                                                        |
| 카를로바츠 군단 | 제99보병여단                    | 오굴린 지역                                                        |
| 카를로바츠 군단 | 제148보병여단 제1대대           | 예비부대                                                           |
| 카를로바츠 군단 | 제7대전차포병로켓대대           | 카를로바츠 군단 지원                                               |
| 카를로바츠 군단 | 제13대전차포병로켓대대          | 카를로바츠 군단 지원                                               |
| 카를로바츠 군단 | 제33공병여단                    | 카를로바츠 군단 지원                                               |
| 자그레브 군단   | 제17향토방위연대                | 수냐 지역                                                          |
| 자그레브 군단   | 제103보병여단                   | 수냐 지역                                                          |
| 자그레브 군단   | 제151보병여단                   | 수냐 지역                                                          |
| 자그레브 군단   | 제2근위여단                     | 페트리냐 지역                                                      |
| 자그레브 군단   | 제57보병여단                    | 페트리냐 지역                                                      |
| 자그레브 군단   | 제12향토방위연대                | 페트리냐 지역                                                      |
| 자그레브 군단   | 제20향토방위연대                | 페트리냐 및 글리나 지역                                            |
| 자그레브 군단   | 제153보병여단                   | 글리나 지역                                                        |
| 자그레브 군단   | 제202포병로켓여단               | 자그레브 군단 지원                                                 |
| 자그레브 군단   | 제67군사경찰대대                | 자그레브 군단 지원                                                 |
| 자그레브 군단   | 제252독립신호중대               | 자그레브 군단 지원                                                 |
| 자그레브 군단   | 제502기계화NBC전투중대          | 자그레브 군단 지원                                                 |
| 자그레브 군단   | 제33공병여단 제1대대            | 자그레브 군단 지원                                                 |
| 자그레브 군단   | 제31공병대대                    | 자그레브 군단 지원                                                 |
| 자그레브 군단   | 제36공병부교대대                | 자그레브 군단 지원                                                 |
| 자그레브 군단   | 제1강변군단                     | 자그레브 군단 지원                                                 |
| 자그레브 군단   | 제6포병대대                     | 자그레브 군단 지원                                                 |
| 자그레브 군단   | 제8곡사포포병대대 (203mm)       | 자그레브 군단 지원                                                 |
| 자그레브 군단   | 제16포병로켓여단 제1대대        | 자그레브 군단 지원                                                 |
| 자그레브 군단   | 제5대전차포병로켓대대           | 자그레브 군단 지원                                                 |
| 자그레브 군단   | 제15대전차포병로켓여단 1개 대대 | 자그레브 군단 지원                                                 |
| 벨로바르 군단   | 제125향토방위연대               | 야세노바츠 지역                                                    |
| 벨로바르 군단   | 제52향토방위연대                | 야세노바츠 지역                                                    |
| 벨로바르 군단   | 제34공병대대                    | 야세노바츠 지역                                                    |
| 벨로바르 군단   | 제24향토방위연대                | 야세노바츠 지역                                                    |
| 벨로바르 군단   | 제18포병대대                    | 야세노바츠 지역                                                    |
| 벨로바르 군단   | 제121향토방위연대               | 오쿠차니 지역                                                      |

| 군단              | 부대                                      | 각주                                                            |
| ----------------- | ----------------------------------------- | --------------------------------------------------------------- |
| 북달마티아 군단   | 제75기계화여단                            | 스플리트 군단 대항                                              |
| 북달마티아 군단   | 제92기계화여단                            | 스플리트 군단 대항                                              |
| 북달마티아 군단   | 제1경여단                                 | 스플리트 군단 대항                                              |
| 북달마티아 군단   | 제4경여단                                 | 스플리트 군단 대항                                              |
| 북달마티아 군단   | 제2보병여단                               | 스플리트 군단 대항                                              |
| 북달마티아 군단   | 제3보병여단                               | 스플리트 군단 대항                                              |
| 북달마티아 군단   | 제7혼성포병연대                           | 스플리트 군단 대항                                              |
| 북달마티아 군단   | 제7혼성대전차포병연대                     | 스플리트 군단 대항                                              |
| 북달마티아 군단   | 제7경포병로켓연대                         | 스플리트 군단 대항                                              |
| 특수부대군단      | 제2근위여단                               | 스플리트 군단 대항                                              |
| 리카 군단         | 제9기계화여단                             | 고스피치 군단 대항                                              |
| 리카 군단         | 제18보병여단                              | 고스피치 군단 대항                                              |
| 리카 군단         | 제50보병여단                              | 고스피치 군단 대항                                              |
| 리카 군단         | 제103경여단                               | 고스피치 군단 대항                                              |
| 리카 군단         | 제37보병대대                              | 고스피치 군단 대항                                              |
| 리카 군단         | 제15혼성포병대대                          | 고스피치 군단 대항                                              |
| 리카 군단         | 제15혼성대전차포병대대                    | 고스피치 군단 대항                                              |
| 리카 군단         | 제70보병여단                              | 고스피치 군단 및 카를로바츠 군단 대항                           |
| 코르둔 군단       | 제11보병여단                              | 카를로바츠 군단 대항                                            |
| 코르둔 군단       | 제13보병여단                              | 카를로바츠 군단 대항                                            |
| 코르둔 군단       | 제19보병여단                              | 카를로바츠 군단 대항                                            |
| 코르둔 군단       | 제21국경수비대                            | 카를로바츠 군단 대항                                            |
| 코르둔 군단       | 제21정찰대                                | 카를로바츠 군단 대항                                            |
| 코르둔 군단       | 제21혼성포병대                            | 카를로바츠 군단 대항                                            |
| 코르둔 군단       | 제75혼성대전차포병대                      | 카를로바츠 군단 대항                                            |
| 코르둔 군단       | 제75공병대대                              | 카를로바츠 군단 대항                                            |
| 특수부대군단      | 특수부대군단                              | 제2근위여단 실종 ; 카를로바츠 군단 대항                         |
| 바니야 군단       | 제24보병여단                              | 자그레브 군단 대항                                              |
| 바니야 군단       | 제33보병여단                              | 자그레브 군단 대항                                              |
| 바니야 군단       | 제31기계화여단                            | 자그레브 군단 대항                                              |
| 바니야 군단       | 세르비아 크라이나 육군 군단 참모부 포병단 | 자그레브 군단 대항                                              |
| 바니야 군단       | 제26보병여단                              | 자그레브 군단 및 벨로바르 군단 대항                             |
| 스릅스카 공화국군 | 제11여단                                  | 스릅스카 공화국 주둔, 세르비아 크라이나군 바니야 군단 우측 배치 |

| 군단    | 부대          | 각주             |
| ------- | ------------- | ---------------- |
| 제5군단 | 제501산악여단 | 리카 군단 대항   |
| 제5군단 | 제502산악여단 | 리카 군단 대항   |
| 제5군단 | 제505산악여단 | 바니야 군단 대항 |
| 제5군단 | 제511산악여단 | 바니야 군단 대항 |

## 작전

### 1995년 8월 4일
폭풍 작전은 1995년 8월 4일 오전 5시에 세르비아 크라이나군의 지휘, 통제 및 통신을 방해하기 위한 크로아티아 공군의 공습과 함께 정찰 및 방해 공작 분리대에 의한 공동 공격으로 시작되었다. 유엔 크로아티아 신뢰회복활동(UNCRO)으로 알려진 유엔 평화유지군은 투지만의 참모총장 흐르보예 샤리니치가 프랑스 육군 장군 베르나르 장비에르에게 전화를 걸었을 때인 공격 3시간 전에 통보를 받았다. 또한 각 크로아티아 육군 군단은 공격 경로에 있는 UNCRO 부문에 통보하여 정보 수신에 대한 서면 확인을 요청했다. UNCRO는 세르비아 크라이나에 정보를 전달하였고, 세르비아 크라이나군은 전날 유고슬라비아 육군 총참모부로부터 받은 경고를 확인할 수 있었다.

#### 남쪽 전선

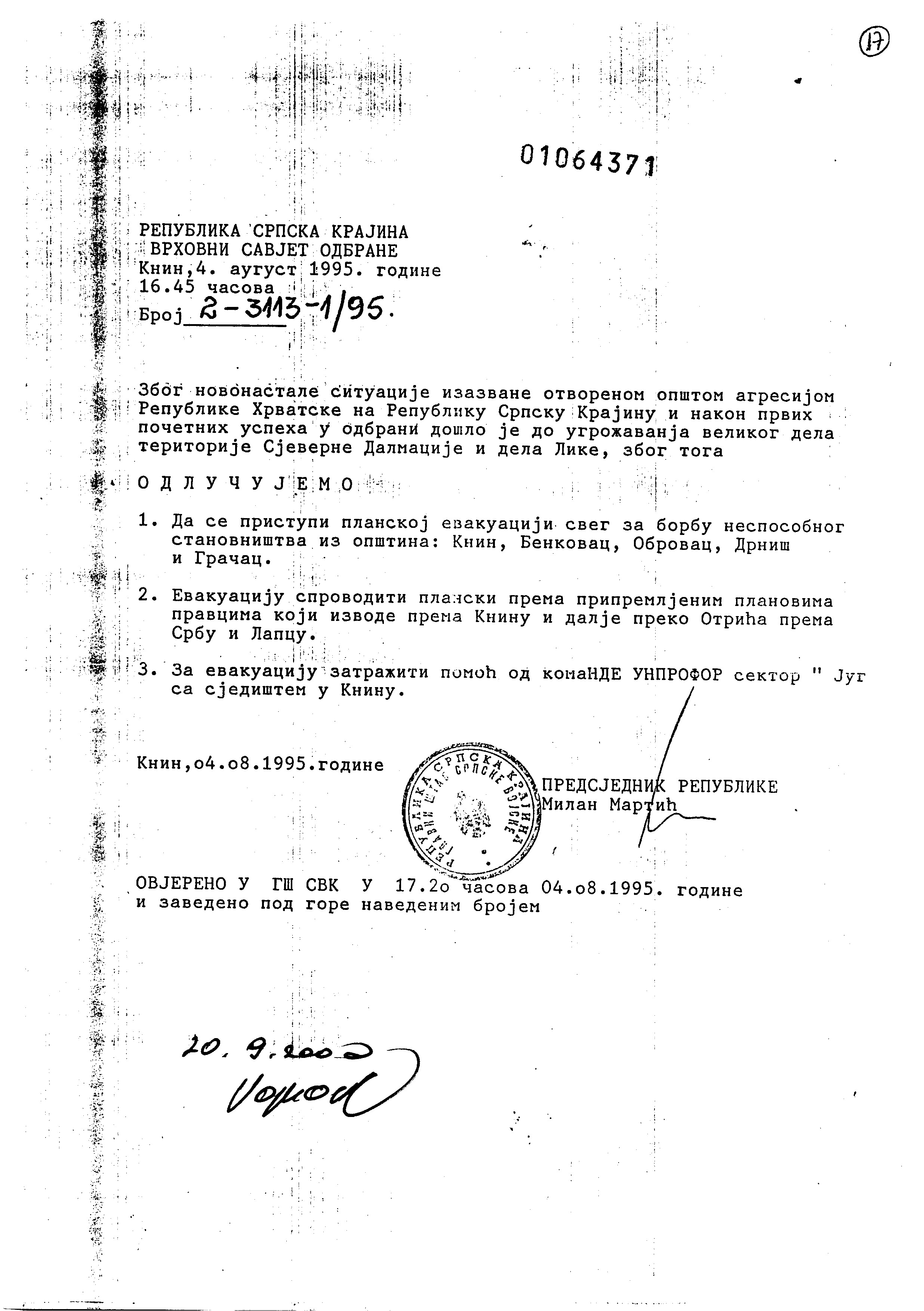
크닌에서 민간인을 대피시키라는 세르비아 크라이나 최고국방위원회의 명령.

스플리트 군단의 작전책임구역에서 오전 5시에 제7근위여단은 포병을 준비한 후 보산스코그라호보에서 크닌보다 높은 고지를 향해 남쪽으로 진격했다. 북달마티아 군단과 세르비아 크라이나 경찰로 구성된 세르비아 크라이나 제3전투단에 맞서서 제7근위여단은 이날의 목표를 달성하고 제4근위여단의 공격을 허용했다. 2개 여단의 좌측에 있는 HV 신즈 작전단이 공격에 합류했고 제126근위여단은 신즈-크닌 도로가 내려다보이는 지역을 장악하면서 우니슈타를 점령했다. 144여단과 제6근위여단도 세르비아 크라이나군을 밀어냈다. 시베니크 작전단은 세르비아 크라이나 제75기동여단과 세르비아 크라이나 북달마티아 군단의 제2보병여단의 일부와 마주했다. 그곳에서 제142근위연대와 제15근위연대는 크르카와 드르니시 사이의 지역에서 약간의 진전을 이룬 반면 제113보병여단은 그들의 좌측 측면에서 치스타벨리카로 진격했다. 자다르 작전단 지역에서 제134근위연대(제2대가 없는)는 진격에 실패한 반면 제7근위연대와 제112보위여단은 벤코바츠에서 ARSK 제92기동여단과 제3보병여단에 비해 거의 우위를 점하지 못했다. 벨레비트에서 제7근위연대의 중대와 보강된 제9근위여단 제2대대와 제134근위연대 제2대는 완강한 저항에 부딪쳤지만 오브로바츠-스베티록 도로의 이용을 확보하기 위해 충분히 진격했다. 오후 4시 45분에 세르비아 크라이나의 밀란 마르티치 대통령은 북달마티아와 리카 지역의 인구를 대피시키기로 결정을 내렸다. 세르비아 크라이나 밀리사브 세쿨리치 소장에 따르면 마르티치는 밀로셰비치와 국제사회가 세르비아 크라이나를 도울 수 있도록 설득하기 위해 피난 명령을 내렸다고 한다. 그럼에도 불구하고, 코둔 지역을 제외한 남북 지역 전체로 대피가 확대되었다. 저녁에 세르비아 크라이나군 주요 참모진은 크닌에서 북서쪽으로 약 35km 떨어진 스르브로 이동했다.
크로아티아 특수경찰은 오전 5시에 벨레비트를 통과하기 위해 말리 알란 고개로 진격하여 세르비아 크라이나 리카 군단의 제4경전여단과 제9기동여단의 강력한 저항에 부딪혔다. 이 고개는 오후 1시에, 스베티 록 마을은 오후 5시에 점령되었다. 특수경찰은 말리 알란 너머로 진격하여 오후 9시에 더 많은 저항에 부딪친 후 오전 5시까지 포격을 가했다. 세르비아 크라이나 제9기동여단은 벨레비트의 위치에서 쫓겨난 후 우드비나로 철수했다. 아침에 특수경찰은 로비나크, 그라차크, 메다크를 점령했다.
고스피치 군단 작전책임구역에서 제138향토방위연대와 제1근위여단 제1대대는 아침에 말라카펠라 지역에서 동쪽으로 공격을 시작했고, 세르비아 크라이나 제70보병여단의 강한 저항에 부딪혔다. 나머지 제1근위여단은 자정 무렵 합류했다. 제133향토방위연대는 오토차츠 동쪽의 브르호빈 방면으로 공격하여 세르비아 크라이나 제50보병여단과 세르비아 크라이나 제103보병여단의 일부를 포위하려고 시도했다. 연대가 진격했지만, 그날의 목표를 달성하는 데는 실패했다. 연대의 오른쪽 측면에서 크로아티아 제128여단은 제8향토방위연대의 제3대대와 함께 진격하여 브르호빈-코레니차 도로를 통과했다. 제9근위여단의 나머지 대부분인 크로아티아 제118향토방위연대와 제111보병여단은 고스피치와 리치키오시크에서 동쪽으로 진격하였지만 세르비아 크라이나 제18보병여단의 매우 강한 저항에 부딪혔다. 이러한 패배의 결과로, 고스피치 군단은 주어진 목표를 달성하지 못하고 하루를 마감했다.

#### 북쪽 전선
크로아티아 카를로바츠 군단 작전책임구역의 오굴린 지역에서는 제143향토방위연대 사보르스코 중대가 증원 부대로 파견된 제99여단이 오전 5시에 플라슈키를 향해 이동했지만 병력은 멈춰 있었고 오후 6시에는 혼란 상태로 돌아갔다. 제143향토방위연대는 요시프돌에서 플라슈키를 향해 진격하면서 지뢰와 세르비아 크라이나군의 강한 저항에 부딪혔다. 그 요소들은 제14향토방위연대와 연결되어 바릴로비치를 거쳐 슬룬을 향해 진격했다. 카를로바츠 시 근처에서 제137향토방위연대는 8월 3일에서 4일 사이의 자정 경에 4개 정찰대를 배치했고, 뒤이어 오전 5시에 포병을 준비한 뒤 코라나강을 도하했다. 진격 중 크로아티아군은 세르비아 크라이나 제13보병여단의 격렬한 저항에 맞닥뜨렸지만 그 날이 끝날 때까지 교두보는 안정적이었다. 제137향토방위연대의 중대가 증원부대로 파견된 제110향토방위연대는 카를로바츠에서 보이니치와 슬룬으로 이어지는 남쪽 도로의 동쪽으로 진격했는데, 그곳에서 적의 심한 저항을 맞닥뜨렸고 지뢰로 인해 더 많은 사상자가 발생하여 부대의 사기가 떨어지자 더 이상의 진격할 수 없었다. 게다가 제137향토방위연대와 제104여단의 부속 중대는 연대의 측면을 확보하는 데 실패했다. 제104여단은 오전 5시에 쿠파강을 건너려고 했지만 실패하고 오전 8시에 출발 지점으로 후퇴했고, 그때 110향토방위연대가 설립한 교두보로 이동했다. 제99여단의 중대는 다음날 작전을 위해 제143향토방위연대에 부속되었고, 250명의 전투단은 여단에서 제거되어 카를로바츠 군단에 직접 예속되었다.
자그레브 군단 지역에서 크로아티아 육군은 쿠파강을 가로질러 제20향토방위연대와 제153여단을 사용하여 포쿱스코 근처와 글리나 쪽 두 지점으로 이동했다. 두 건널목 모두 교두보를 구축했지만, 세르비아 크라이나군이 반격하면서 대부분의 부대는 후퇴해야 했다. 제153여단의 대대와 제20향토방위연대의 일부만이 그들의 자리를 지켰다.  크로아티아군의 진격으로 글리나의 중요한 도로가 위협받고 있었기 때문에, 이는 세르비아 크라이나 총참모부가 특수부대 제2기갑여단에게 슬룬에서 교두보로 이동할 것을 명령하도록 자극했다. 크로아티아 제2근위여단과 제12향토방위연대는 세르비아 크라이나 제31기갑여단으로부터 페트리냐를 신속하게 점령하는 임무를 맡았다. 페트리냐에서 남쪽으로 6km에서 7km 떨어진 곳까지의 공격 축을 포함하는 원래 계획은 바사라츠의 지시에 따라 도시에 대한 직접적인 공격으로 수정되었다. 우측에 있던 연대는 곧 지뢰밭에 의해 저지되어 후퇴했고, 반면 제2기갑여단의 대부분은 중대장과 5명의 병사를 잃은 후 사기가 흔들릴 때까지 전진했다. 제2기갑여단의 나머지는 제12향토방위연대, 제5대전차포병대대 및 제31공병 대대의 부대원들로 보강된 제2대대가 공격의 좌측에서 작전을 수행하는 제2전술단을 형성했다. 제2전술단은 페트리냐에서 짧은 거리에 있는 모슈체니차로 진격했지만, 제2대대장과 6명의 병사가 사망한 후 진격은 중단되었다. 세르비아 크라이나 제31기갑여단도 당황했지만 증원을 받아 방어부대를 안정화할 수 있었다. 크로아티아 육군 제57여단은 페트리냐-흐르바츠카코스타이니차 도로에 도달할 목적으로 페트리냐 남쪽으로 진격했지만 여단장이 사망한 지뢰밭에 부딪혔고, 제101여단이 후방으로 가는 동안 적의 포격을 받았다. 그날 오후, 제151여단의 별도 공격도 실패했다. 크로아티아 제103여단은 순자-시사크 철도로 진격했지만, 거센 포화를 받으며 퇴각해야 했다. 자그레브 군단은 첫날 목표를 달성하는 데 실패했다. 이는 부족한 인력 때문이었고, 그 결과 군단은 제102여단과 제1 및 제21향토방위연대의 동원을 요청했다. 제2보위여단은 이전에 이바니치그라드에 예비되어 있던 제149여단의 제1대대가 증원부대로 파견되었다.
벨로바르 군단 작전책임구역에서 제125향토방위연대의 2개 대대가 야세노바츠 근처의 사바강을 건너 크로아티아 육군 부대를 뒤쫓기 위한 교두보를 확보하고 흐르바츠카두비카를 향해 진격했다. 2개 대대 뒤를 이어 제52 향토방위연대의 1개 대대, 제265정찰중대, 그리고 최종적으로 제24향토방위연대 전투단이 뒤따랐다. 제52향토방위연대의 정찰 소대가 사바강을 건너 스릅스카 공화국으로 들어간 뒤 2개 보병 중대를 위한 교두보를 마련한 후 코자르스카두비카-그라디슈카 도로를 철거한 후 크로아티아 땅으로 돌아갔다. 벨로바르 군단 부대는 해가 지기 전에 흐르바츠카 두비카 외곽에 도달했다. 그날 밤, 세르비아 크라이나군과 주민들은 흐르바츠카 두비카 마을을 버린 뒤, 사바강을 건너 남쪽의 보스니아 헤르체고비나로 도망쳤다.

### 1995년 8월 5일

#### 남쪽 전선
8월 4일과 5일 밤, 세르비아 크라이나 총참모부가 제75기동여단 대대에게 크닌 북쪽으로 이동하라고 명령했을 때 크로아티아 육군은 크닌을 향해 진격하지 않았다. 세르비아 크라이나 북달마티아 군단은 크로아티아 육군 제4기동여단이 크닌을 향해 남쪽으로 진격하면서 제7기동여단의 우측을 보호하면서 점점 더 조직화되지 않았다. 후자는 거의 저항을 받지 못했고 오전 11시에 마을에 진입했다. 이반 체르막 중장은 새로 창설된 크로아티아 크닌 군단의 지휘관으로 임명되었다. 신 작전단은 목표를 완수하여 벨리키코자크와 브를리카를 점령했고, 세르비아 크라이나 제1경여단이 분해되어 크닌으로 후퇴하고 나중에 리카로 후퇴하면서 거의 저항에 직면하지 않았다. 오후 8시에 시베니크 작전단은 폴리치니크(제113여단), 제브르스케(제15향토방위연대)로 진격했고 드르니시(142향토방위연대)를 점령했다. 세르비아 크라이나 제75기동여단은 제3보병단과 제92기동여단과 함께 스르브와 보산스키페트로바츠로 후퇴했고, 자다르 작전단의 저항은 거의 없었다. 제7향토방위연대는 벤코바츠를 점령했고, 제112여단은 스밀치치로 진입했고 제9기동여단 부대는 오브로바츠에 도달했다.
제138향토방위연대와 제1근위여단은 리치카야세니차로 진격하여 사보르스코 방면으로 공격을 가했고, 저녁에 크로아티아 제119여단의 제2대대가 이 지역에 도착했다. HV는 제133향토방위연대를 제150여단 소속 대대로 보강하여 전날의 목표를 달성하였고 이를 통해 브르호빈에 있는 새르비아 크라이나군을 부분적으로 포위했다. 제154향토방위연대가 동원되어 리치코레셰 지역에 배치되었다. 제9근위여단은 제2대대 없이 세르비아 크라이나군이 철수하기 시작한 우디비나 공군기지를 향해 진격했다. 제111여단과 제118향토방위연대도 세르비아 크라이나 전선 후방으로 연결되는 지역으로 진격했다.

#### 북쪽 전선
제143향토방위연대가 플라슈키를 향해 진격하여 그날 저녁 점령했고, 제14향토방위연대는 슬룬에서 북서쪽으로 12km 떨어진 프리미슐제를 점령했다. 오전 0시 30분, 세르비아 크라이나 제13보병여단과 제19보병여단 중대가 코라나강 교두보에서 반격했고, 제137향토방위연대의 대부분은 당황하여 강을 건너 도망쳤다. 연대의 단일 소대가 남아 있었지만 세르비아 크라이나군 부대는 교두보를 파괴할 기회를 이용하지 않았다. 아침에 연대는 제104여단(전차 소대와 방사포 다수 포함)에서 선발된 350명의 전투단과 카를로바츠 군단 작전 예비군의 제148여단의 보강으로 교두보를 탈환했다. 연대와 전투단은 카를로바츠-슬룬 도로를 향해 교두보를 확장하는 데 성공했다. 제110향토방위연대는 카를로바츠 남쪽을 다시 공격했지만 사전에 준비된 세르비아 크라이나군의 방어망에 의해 격퇴되었다. 그날 밤 카를로바츠 군단은 제110향토방위연대와 제104여단의 병력을 코라나강 교두보로 이동시키기로 결정했고, 세르비아 크라이나 제13보병여단은 슬룬에서 북쪽으로 약 30km 떨어진 지역에서 코라나강 우안으로 후퇴했다.
자그레브 군단은 전투 이틀째 거의 또는 전혀 진전이 없었다. 제2근위여단의 일부는 글리나를 향해 이동하라는 명령을 받았고, 제20향토방위연대는 약간의 진격을 했고, 제153여단은 교두보를 포기했다. 페트리냐 지역에서 크로아티아 육군은 점진적으로 진격했지만 세르비아 크라이나군의 반격으로 일부 지역에서 후퇴했다. 하지만 제2경비여단이 상당한 대가를 치르며 재진격을 한 덕분에 전투 결과는 뒤집혔다. 자그레브 군단장은 투지만 대통령의 명령에 따라 페타르 스티페티치 중장으로 교체되었다. 크로아티아 육군은 제102여단을 재배치하여 글리나로 진격하도록 했고, 제149여단의 2대대가 제57여단으로 증원되었다. 제145여단은 포포바차에서 순자 지역으로 이동했고, 제17향토방위연대와 제151여단은 세르비아 크라이나군이 점령한 지역으로 약간의 진격을 했다.
벨로바르 군단 작전책임구역에서 동쪽에서 진격하는 제52 및 제24향토방위연대와 북쪽에서 진격하는 제125향토방위연대가 흐르바츠카두비카를 점령했다. 제125향토방위연대는 도시를 수비했고, 제52향토방위연대는 자그레브 군단의 예상 위치를 향해 북서쪽으로 이동했지만, 자그레브 군단의 지연으로 연결이 되지 않았다. 제24향토방위연대는 세르비아 크라이나 군대이 부대를 저지할 때까지 흐르바츠카 코스타이니카를 향해 약 4km 진격했다. 이에 대응하여 군단은 노바그라디슈카에서 제121향토방위연대의 대대와 정찰 소대를 불러 흐르바츠카 코스타이니카로 진격하는 것을 도왔다. 보스니아 헤르체고비나 공화국군 제505 및 제511산악여단은 북쪽으로 드보르를 향해 진격하여 바니야 군단의 유일한 예비부대인 세르비아 크라이나 제33보병여단과 교전했다.

### 1995년 8월 6일

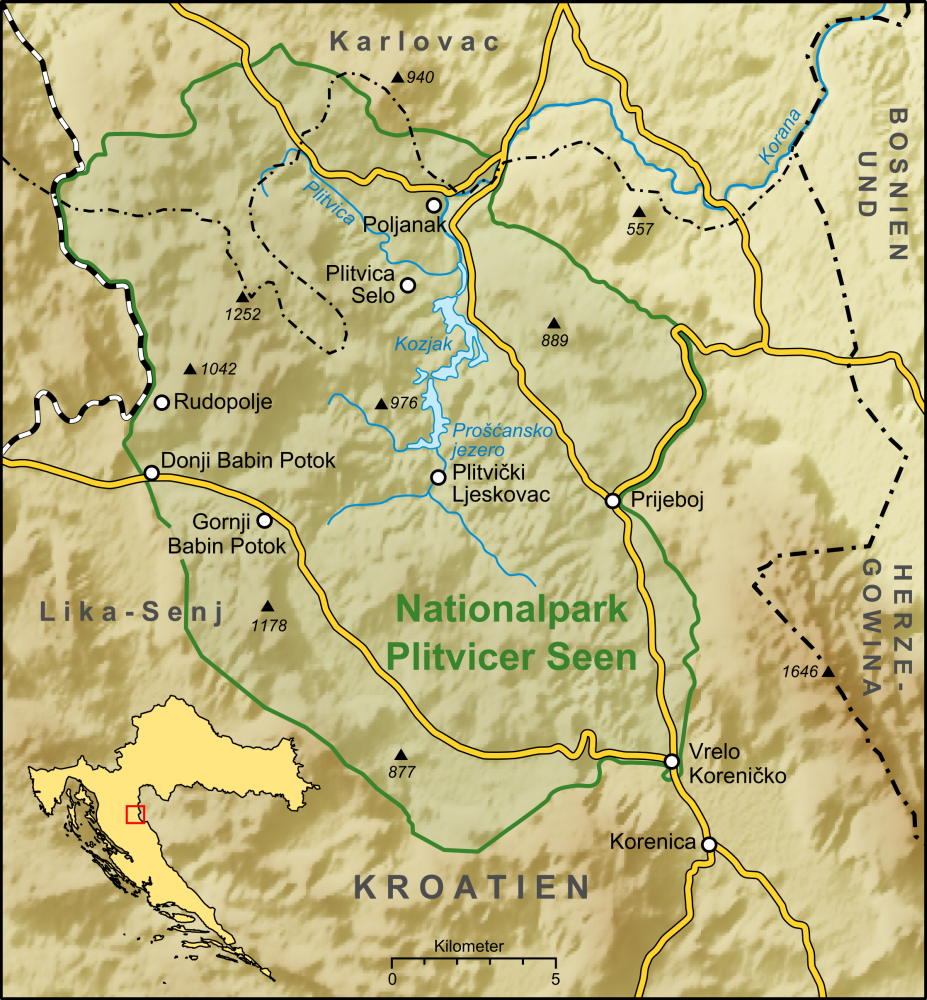
보스니아 헤르체고비나 공화국군이 이동한 플리트비체 호수 및 그 인근 지역 지도

8월 6일, 크로아티아 대통령 투지만이 크닌을 방문했을 때 크로아티아 육군은 오브로바츠, 벤코바츠, 드르니시, 브를리카 주변 지역에서 소탕 작전을 수행했다. 벨레비트 또는 그 근처에서 목표를 확보한 후, 특수 경찰은 세르비아 크라이나 전선 후방으로 이동배치되어 세르비아 크라이나 부대의 이동을 방해했고, 오전 7시에는 브루브노, 11시에는 오트리치 마을의 전략 교차로를 점령했다.
자정에 보스니아 헤르체고비나 공화국군 제501산악여단과 제502산악여단은 전투 초기부터 남겨진 세르비아 크라이나 리카 군단의 해골 부대에 맞서 비하치에서 서쪽으로 진격했다. 제502산악여단은 오전 8시까지 크로아티아 영토로 약 10km를 이동하여 리치코페트로보셀로와 플리트비체 호수로 이동했다. 제502산악여단은 플레시비차산에 있는 세르비아 크라이나군의 레이더 및 통신 시설을 포착하고 세르비아 크라이나군의 저지를 받은 코레니차까지 진격하였다. 크로아티아 육군 제1근위여단은 오전 11시에 라코비차에 도착하여 드레츠니크그라드 지역에서 보스니아 헤르체고비나 제5군단과 연결되었다. 제119여단과 제154향토방위의 대대가 트르자치카라슈텔라와 리치코 페트로보 셀로 지역으로 지원을 나갔다.
연결을 기념하는 행사가 트르자치카라슈텔라에서 열렸다. 제138향토방위연대는 브르호비네를을 완전히 포위했고, 날이 끝날 무렵 제8향토방위연대와 제133향토방위연대는 제150여단의 대대가 증원되었다. 크로아티아 제128여단은 코레니차에 진입했고, 제9근위여단은 우드비나를 향해 계속 나아갔다.
제143보병연대는 브로차나츠로 진격하여 제1보병여단과 연결되었다. 그곳에서 연대는 제1보병여단과 제14보병연대의 부대와 함께 슬룬을 향해 진격한 뒤 오후 3시에 마을을 점령했다. 제14보병연대의 진격은 측면을 지키는 제148여단의 지원을 받았다. 세르비아 크라이나 제13보병여단은 민간인과 함께 슬룬에서 퇴각하여 토푸스코를 향해 북쪽으로 이동했다. 제137보병연대의 공격과 제137보병연대를 보강하는 부대들은 교두보를 확장하여 슬룬 북쪽 18km에 있는 벨륜에 있는 제14보병연대와 연결했다. 제149여단의 나머지(제1대대 없이)는 제137보병연대를 보강하기 위해 자그레브 군단에서 카를로바츠 군단으로 재배치되었다. 오전 11시, 글리나와 브르긴모스트에서 세르비아 크라이나 정부와 민간 당국 간의 합의가 이루어졌고, 민간인들이 이 지역에서 대피할 수 있게 되었다. 보스니아 헤르체고비나 공화국군 제502산악여단도 북쪽으로 이동하여 서보스니아 자치주의 주도 벨리카클라두샤를 서쪽에서 측면으로 이동하여 그 날 마을을 점령했다.
제2전술단은 대대적인 포병 준비를 마친 후 오전 7시경 페트리냐로 진격했다. 제12향토방위연대는 서쪽에서 도시로 진입하여 페트리냐 수비대와 그 주변 지역에 배치되었다. 페트리냐를 크로아티아군에게 빼앗긴 후, 세르비아 크라이나 바니야 군단의 대부분은 드보르를 향해 후퇴하기 시작했다. 크로아티아 제57여단은 가벼운 저항이 있었음에도 불구하고 진격하여 페트리냐-흐르바츠카 코스타이니카 도로를 장악했다. 8월 6일과 7일 사이의 밤, 크로아티아 경찰과 제153여단의 지원을 받은 제20향토방위연대는 강력한 저항에도 불구하고 글리나를 점령했다. 제153여단은 그 후 페트리냐에서 남쪽의 즈린스카고라 방향으로 소탕 작전을 수행하는 제2근위여단과 협력하여 마야 마을을 향해 진격을 계속할 수 있는 위치를 점령했다. 제140향토방위연대는 제2근위여단의 측면인 즈린스카고라 북쪽 비탈에 배치되었고, 제57여단은 우메티치를 점령했다. 제103여단과 제151여단, 제17향토방위연대는 그날 오후 도착한 크로아티아 제145여단 대대와 함께 흐르바츠카코스타이니카 방향으로 진격했다. 정오경, 제151여단은 순자-흐르바츠카두비카 도로에서 벨로바르 군단 부대와 연결되었다. 그들은 이후 지역의 도로를 확보하는 임무를 맡았다.
글리나를 점령함으로써 크로아티아 육군은 세르비아 크라이나 코르둔 군단의 대부분과 약 35,000명의 피난민을 토푸스코 지역에 가두었고, 그 지휘관은 유엔 크로아티아 신뢰회복활동에 보호를 해달라고 요청했다. 보이니치에서 토푸스코로 접근한 제1근위여단은 세르비아 크라이나 코르둔 군단과 교전하라는 명령을 받았지만 크로아티아 육군 총참모장에 의해 자정에 명령이 취소되었다. 대신 자그레브 군단은 드보르로 가는 비무장자들과 세르비아 크라이나 장교들 및 부사관들을 호위할 여단 병력 부대를 준비하고 그들이 보스니아 헤르체고비나로 건너갈 수 있도록 허용하라는 지시를 받았다. 유엔군으로부터 얻은 정보에 따르면, 크로아티아군은 바노비나에 있는 세르비아 크라이나군은 항복하려고 한다고 믿고 있었다.
제121향토방위연대의 대대가 흐르바츠카코스타이니차에 진입했고, 제24향토방위연대 전투단은 제121향토방위연대 뒤에 있는 국경을 확보했다. 제52향토방위연대는 자그레브 군단과 연결된 다음 남쪽으로 방향을 틀어 마을에 도달했다. 흐르바츠카코스타이니차의 점령은 벨로바르 군단의 모든 목표가 달성되었음을 의미했다.

### 1995년 8월 7일
크로아티아 제1근위여단은 다음날 북진 임무를 맡은 제4, 제7, 제9근위여단의 예하부대들과 연결하기 위해 크닌 지역에 도착했다. 스플리트 군단 사령부도 크닌으로 이동했다. 크로아티아 특수경찰은 오후 2시까지 도착한 고르니라파츠와 도르니라파츠로 이동하여 고스피치 군단과 스플리트 군단의 작전책임구역 경계선을 완성했다. 크로아티아 특수경찰은 또한 오후 3시까지 오트리치의 제4근위여단과 우드비나의 고스피치 군단과 연결했다. 오후 7시까지 특수경찰 대대가 쿨렌바쿠프 근처의 국경에 도달하여 지역을 확보했다.
아침에 제9근위여단(제2대대 없이)은 우디비나를 점령하였고 크르바바의 반대편에서 접근한 제154근위연대와 연결되었다. 이로서 고스피치 군단에 할당된 폭풍 작전의 목표는 모두 완료되었다.
크로아티아 육군 총참모부의 전방 지휘소는 오굴린에서 슬룬으로 옮겨졌고, 제1근위여단, 제14향토방위연대 및 제99여단의 직접적인 지휘를 맡았다. 제14향토방위연대는 슬룬 지역을 확보하고 전진하는 카를로바츠 특수 경찰과 연결하기 위해 코라나강 좌안에 배치되었다. 제14향토방위연대 일부 부대와 제99여단은 코라나강 일대의 국경을 확보했다. 카를로바츠 군단이 공격의 주요 축의 방향을 바꾸자 제1근위여단은 코르둔을 향해 진격했다. 제110향토방위연대와 제104여단의 예하부대들은 이른 오후에 대부분 인적이 드문 보이니치에 도달했고, 제1근위여단, 제143향토방위여단 및 제137향토방위연대가 그 뒤를 따랐다. 다른 크로아티아 육군 부대들은 저녁 무렵까지 보이니치로 합류했다.
제2근위여단은 마자에서 드보르를 향해 진격했지만, 군의 철수와 마을에 있는 민간인들을 보호하는 세르비아 크라이나 부대에 의해 드보르로부터 25킬로미터(16마일) 부족하게 저지되었다. 여단의 요소들은 그 지역에서 소탕 작전을 수행했다. 세르비아 크라이나 제33보병여단은 우나강을 가로질러 ARSK와 스릅스카 공화국을 연결하는 드보르 도로 교량을 지키고 있었다. 여단은 보스니아 헤르체고비나 공화국군 제5군단에 의해 압도되었고, 세르비아 크라이나 제13보병여단과 코르둔에서 온 민간인들이 드보르에 도착하고 있을 때 우나 남쪽으로 후퇴했다. 제17보병연대와 크로아티아 육군 제145여단 및 제151여단의 부대원들은 흐르바츠카코스타이니카를 통해 드보르에 도착했고, 글리나에서 후퇴한 세르비아 크라이나 제13보병여단 및 세르비아 크라이나 제24보병여단 및 제2기갑여단의 부대원들과 교전을 벌였다. 항복할 것으로 예상했던 세르비아 크라이나 코르둔 군단의 항복이 이루어지지 않자, 크로아티아 육군은 다시 교전하라는 명령을 받았다. 크로아티아 국방부 장관 고이코 슈샤크는 오후 6시에 주요 작전이 종료되었음을 선포했고, 84시간이 지난 후 전투는 재개되었다.

### 1995년 8월 8일 이후
8월 8일, 제4 및 제7근위여단, 제9근위여단 제2대대, 크로아티아 제1근위여단은 리치카칼드르마와 보스니아 헤르체고비나 국경까지 북쪽으로 진격한 뒤, 오후 8시까지 도니라파츠와 스르브 지역에 남아있던 세르비아 크라이나군의 마지막 저항 거점을 제거하였고, 이로서 스플리트 군단의 폭풍 작전 목표는 모두 달성되었다. 보이니치 점령 이후 카를로바츠 군단의 대부분의 부대는 작전책임구역에서 소탕 작전을 수행하는 임무를 맡았다. 제2근위여단의 병력은 마을을 완전히 장악하기 위한 전투가 진행 중이었던 드보르 남서쪽의 크로아티아 국경에 도달하였고 보스니아 헤르체고비나 공화국군 제5군단과 연결되었다.
투지만이 군사 작전의 중단을 명령하자 8월 8일 오후 세릅아 크라이나 코르둔 군단은 항복을 받아들였다. 항복 조건에 대한 협상은 8월 8일 오후 1시 20분 글리나에 있는 우크라이나 UNCRO 군대 지휘소에서 열렸고, 항복 문서는 오후 2시 토푸스코에서 서명되었다. 크로아티아는 스티페티치 중장이, 세르비아 크라이나는 세르비아 크라니아군 코르둔 군단장 불라트와 내무장관 토쇼 파지치가 대표로 있었다. 항복 조건에는 다음 날 장교들의 측면 무기를 제외한 무기를 인계하고, 토푸스코에서 글리나, 시사크, 자그레브-베오그라드 고속도로를 통해 세르비아로 사람들을 대피시키는 것이 명시되었다
8월 9일, 특수경찰은 도보로 150km 이상을 이동한 후 크로아티아 육군에 그들의 거점을 넘겨주었다. 제1근위여단과 다른 크로아티아 육군 부대가 브르긴모스트에 진입했다. 제110 및 제143근위여단은 브르긴모스트와 라시냐 주변에서 소탕 작전을 수행했다. 제137근위여단은 보이니치 지역에서 소탕 작전을 수행했고 제14근위여단은 슬룬, 체틴그라드 및 라코비차 지역에서 소탕 작전을 수행했다. 크로아티아 육군은 민간인들의 대피가 끝난 직후인 늦은 저녁에 드보르를 확보했다. 수많은 크로아티아 육군 향토방위부대들이 나중에 더 많은 소탕작전을 수행하는 임무를 맡았다.
8월 10일, 크로아티아 육군 제57여단이 그보즈단스코 남쪽의 크로아티아 국경에 도달하는 동안, 제2근위여단 부대원들은 드보르에 도달했고, 제12향토방위연대는 드보르 바로 남쪽에 있는 마티예비치를 점령했다. 자그레브 군단은 작전책임구역의 국경 전체가 안전하게 확보되었고 폭풍 작전의 목표가 모두 달성되었다고 보고했다. 바노비나에서의 소탕 작전은 8월 14일까지 계속되었고, 특수 경찰 부대는 즈린스카고라와 페트로바고라 산맥에서의 작전에 합류했다.

## 공군 작전

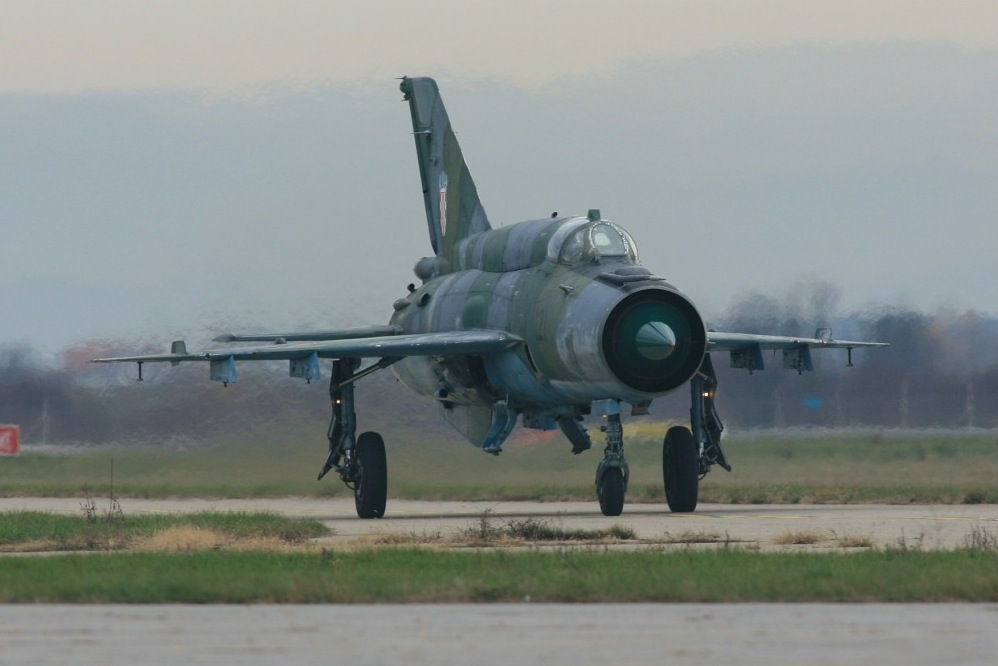
크로아티아 공군이 대부분의 폭풍 작전 기간에 사용했던 MiG-21.

1995년 8월 4일, 크로아티아 공군은 17대의 MiG-21, 5대의 공격 헬리콥터, 9대의 수송 헬리콥터, 3대의 수송기, 2대의 정찰기를 보유하고 있었다. 폭풍 작전 첫 날, 크로아티아 공군 소속 13대의 MiG-21은 고스피치와 자그레브 군단 작전책임구역 내에 6개 목표물을 파괴하거나 무력화시키는 데 사용되었고, 이 중 1대가 심각한 타격을 입었고, 3대가 약간의 손상을 입었다. 같은 날인 8월 5일, 3대의 밀 Mi-8이 의료후송을 위해 사용되었다. SAM 레이더가 전투기를 포착하자 공제비행작전의 일환으로 우드비나와 크닌 지역을 순찰하던 미 해군 EA-6B와 F/A-18 호넷이 세르비아 크라이나군 ARSK 지대공 미사일 배치 지역을 향해 공격을 가했다. 몇몇 소식통들은 유엔군이 크로아티아 육군의 포격을 받자 이 전투기들이 배치되었다고 주장하였고, 뒤이은 유엔 안보리에서 공군의 배치는 역내 군사적 상황이 악화된 결과이자 역내 유엔 평화유지군의 안보 위협에 대한 결과라고 밝혔다. 또한 8월 4일, 우드비나에 본부를 둔 세르비아 크라이나 제105항공여단은 벨레비트산의 크로아티아 특수 경찰과 고스피치 지역의 목표물에 대한 헬리콥터를 배치했지만 사실상 효과가 없었다.
8월 5일, 세르비아 크라이나 공군은 바냐루카 근처의 잘루자니 비행장으로 대피하기 시작했고, 그날 이동을 완료했다. 동시에 크로아티아 공군은 11대의 세르비아 크라이나 전역에 있는 5개의 다른 군사 기지뿐만 아니라 통신 시설과 저장고를 타격하기 위해 MiG-21을 배치했다. 크로아티아 공군은 또한 시사크 근처의 세르비아 크라이나 기갑 부대를 공격하기 위해 밀 Mi-24를 배치했고 사상자를 수송하기 위해 5대의 Mi-8을 배치했다. 5대의 크로아티아 공군 소속 MiG-21은 그 과정에서 가벼운 피해를 입었다. 8월 6일 제트기들은 세르비아 크라이나 지휘소, 다리 그리고 카를로바츠와 글리나 근처의 최소 4개의 다른 목표물을 공격했다. 3대의 Mi-24가 부상당한 인원과 보급품을 수송하는 동안, 세르비아 크라이나 탱크를 공격하기 위해 슬룬 지역에 배치되었다. 추가적인 MiG-21 한 쌍이 이바니치 그라드 상공을 순찰하고 2대의 보스니아 세르비아 전투기를 요격하기 위해 배치되었지만, 그들은 그 지역의 안개와 낮은 비행 수준 때문에 그렇게 하지 못했다. 이후 스릅스카 공화국 공군이 쿠티나에 있는 페트로케미야 공장을 폭격했다.
8월 7일, 두 대의 스릅스카 공화국 공군 제트기가 사바강 바로 북쪽에 있는 국경지역인 노바 그라디슈카 지역의 한 마을을 공격했다. 크로아티아 공군은 보산스키 페트로바크 근처의 세르비아 크라이나군 지휘소, 저장 시설 및 탱크 몇 대를 폭격했다. CAF 제트기는 또한 보산스키 페트로바크 근처의 세르비아계 난민 집단을 공격했고, 이 공격으로 4명의 어린이를 포함하여 9명이 사망했다. 크로아티아는 민간인을 목표로 했다는 것을 부인했다. 8월 8일, 크로아티아 공군은 폭풍 작전에서 마지막 전투 임무를 수행하여 보산스키 노비와 프리예도르 사이의 전차와 장갑차를 타격했고, 이 임무 중 MiG-21 2대가 손상되었다. 같은 날 크로아티아 비행장에 배치된 유엔 군사 감시단은 크로아티아 공군이 세르비아 크라이나 공군이 수송 중이던 무기와 대량의 탄약과 난민 집단이 뒤섞인 드보르 지역에서 군사 목표물과 민간인을 공격했다고 주장했다. 폭풍 작전 동안 크로아티아 공군은 총 67번의 근접항공지원 임무를 수행했고, 공격 헬리콥터 임무 3번, 정찰 임무 7번, 전투 항공 순찰 4번 및 111번의 수송 헬리콥터 임무를 수행했다.

## 기타 합동 작전
북부 및 남부 지역에서 크로아티아 지역을 보호하기 위해 크로아티아 육군은 방어 작전을 수행했으며 HVO는 글라모치와 쿠프레스 북쪽에서 스릅스카 공화국군 병력의 일부를 봉쇄하고 작전 상황을 이용하여 진격을 위한 진지를 확보하기 위해 제한적인 공세를 시작했다. 8월 5일, 크로아티아 방위평의회 제2 및 제3근위여단은 토미슬라브그라드 북쪽의 스릅스카 공화국군 진지를 공격하여 시포보와 야이체를 공격하기 위한 보다 유리한 진지를 확보하고 스릅스카 공화국군 제2크라이나군단의 일부를 봉쇄하였다. 전반적인 전장 상황의 결과, 스릅스카 공화국군은 예비군이 부족하여 비하치와 그라호보 주변에서 몇 차례의 반격으로 활동이 제한되었다. 가장 중요한 반격은 8월 11일/12일 밤에 VRS 제2 크라이나 군단에 의해 시작되었다. 이는 HV 예비군 보병으로 구성된 제141 여단을 돌파하여 보산스코 그라호보 외곽에 도달하였으나, 제6 및 제126향토방위연대의 지원을 받은 크로아티아 육군 제4근위여단과 제7근위여단에서 각각 1개 대대를 차출해 스릅스카 공화국군의 반격을 저지했다.

### 피닉스 작전
동부 슬라보니아에서 크로아티아 오시예크 군단은 스릅스카 공화국군 또는 유고슬라비아 육군 병력이 이 지역의 서쪽으로 진격하는 것을 막고 부코바르 주변의 스릅스카 공화국군 점령 지역으로 반격하는 임무를 맡았다. 오시예크 군단의 임무는 피닉스 작전으로 암호명이 붙여졌다. 군단은 제3근위여단과 제5근위여단, 그리고 6개의 다른 크로아티아 육군 여단과 7개의 본국 근위여단을 지휘했다. 추가 증원 병력은 Mi-24 포함 편대의 일부를 포함하여 크로아티아 육군 총참모부에 직접 예하된 전문 군단 수준의 부대 형태로 제공되었다. 크로아티아 육군과 이 지역의 세르비아 크라이나 제11슬라보니아-바라냐 군단은 서로 포격을 하고 소형 화기로 공격을 가했지만 큰 공격은 발생하지 않았다. 8월 5일 3차례의 세르비아 크라이나 공군의 공습과 빈코브치 북동쪽의 누슈타르를 겨냥한 보병 및 전차 공격이 결합된 세르비아 크라이나군의 합동 작전이 8월 5일 개시되었다. 폭풍 작전으로 유고슬라비아 육군은 다수의 포병, 전차 및 보병을 동원하여 동부 슬라보니아 근처의 국경 지역으로 배치했지만 전투에는 참여하지 않았다.

### 마에스트랄 작전
크로아티아 남부에서 크로아티아 육군은 트레비네와 코토르만 주변에 위치한 세르비아 크라이나군 헤르체고비나 군단과 유고슬라비아 육군으로부터 두브로브니크 지역을 보호하기 위해 배치되었다. 작전명 마에스트랄 작전에는 제114, 제115, 제163여단, 제116, 제156향토방위연대, 제1향토방위대대(두브로브니크), 제16포병대대, 제39공병대대, 이동식 해안포대가 배치되었다. 이 지역은 부대가 폭풍 작전의 목표를 완료하고 두브로브니크로 이동함에 따라 8월 8일 제144여단과 함께 보강되었다. 크로아티아 공군은 스플리트에 기지를 둔 2대의 MiG-21과 2대의 Mi-24를 마에스트랄 작전에 투입했다. 크로아티아 해군은 미사일 보트, 기뢰제거함, 대잠전함, 해안포뿐만 아니라 코르출라섬, 브라치섬, 흐바르섬에 있던 해병대를 배치하여 작전을 지원했다. 이 기간 동안 스릅스카 공화국군은 간헐적으로 대포만 사용하여 두브로브니크 지역을 공격했다.

## 평가
폭풍 작전은 제2차 세계 대전 이후 유럽에서 벌어진 가장 큰 지상 작전으로, 전선은 630km에 달했다. 폭풍 작전은 크로아티아의 결정적 승리로, 세르비아 크라이나군에게 빼앗겼던, 전체 크로아티아 영토의 18.4%에 해당하는 10,400 평방킬로미터의 땅을 되찾는데 성공했다. 크로아티아 육군 및 특수 경찰의 손실은 대체로 사망자 174명과 부상자 1,430명으로 언급되지만, 전투 몇 주 후 작성된 정부 보고서에는 211명의 사망자 또는 실종자, 1,100명의 부상자 및 3명의 포로가 명시되어 있다. 8월 21일까지 크로아티아 당국은 전투에서 사망한 세르비아 크라이나군 군인 560명을 수습한 후 매장했다. 크로아티아 육군은 4,000명의 전쟁 포로, 54대의 장갑차 및 497대의 차량, 6대의 항공기, 수백 개의 포탄 및 4,000개 이상의 보병화기를 노획했다. 4명의 UN 평화 유지군이 사망했는데, 3명은 크로아티아군의 활동으로, 1명은 세르비아 크라이나군 활동으로 사망했다. 크로아티아 육군은 98개의 UN 감시 초소를 파괴했다.
크로아티아군의 성공은 크로아티아군 내부에서 자체적으로 이루어진 일련의 개선의 결과이자 크로아티아군과 보스니아 헤르체고비나 공화국군이 점령한 세르비아 크라이나군 진지의 돌파구였다. 폭풍 작전은 모든 곳에서 즉시 성공하지는 못했지만, 주요 진지의 장악은 세르비아 크라이나군의 지휘 구조와 전반적인 방어 능력의 붕괴로 이어졌다. 폭풍 작전 직전 크로아티아군이 보산스코그라호보를 점령하고 특수 경찰이 그라차츠로 진격하면서 크닌은 방어가 거의 불가능해졌다. 리카에서 2개의 근위 여단은 전술적 종심이나 기동 예비군이 부족한 세르비아 크라이나군 점령 지역을 빠르게 차단하여 저항망을 고립시키고 제1근위여단을 카를로바츠 군단 작전책임구역의 북쪽으로 이동할 수 있는 위치에 배치하여 세르비아 크라이나 군대를 바노비나로 몰아붙였다. 세르비아 크라이나 바니야 군단의 예비군이 보스니아 헤르체고비나 공화국군에 의해 발이 묶임에 따라 글리나와 페트리냐에 있던 세르비아 크라이나 군단도 패배하게 되었다. 세르비아 크라이나군은 정규 크로아티아 육군 여단의 공격을 억제하거나 실질적으로 유지할 수 있었지만, 근위 여단과 특수 경찰의 공격이 결정적인 것으로 드러났다. 크닌 지역의 UNCRO를 지휘하는 앤드류 레슬리 대령은 폭풍 작전을 NATO 기준으로 "A+"를 받았을 교과서적인 작전이라고 평가했다.
보스니아 헤르체고비나 공화국군이 원조를 제공하지 않았더라도 크로아티아 육군은 더 큰 대가를 치르고 세르비아 크라이나 바니야 군단을 물리쳤을 것이 거의 확실했다. 세르비아 크라이나군의 정적 방어가 빠르게 진행되는 공격에 대처할 수 없었기 때문에 크로아티아 육군과 보스니아 헤르체고비나 공화국군은 세르비아 크라이나의 핵심 약점인 예비군 부족을 적극적으로 활용했다. 세르비아 크라이나 군은 측면에서 적의 기동을 확인할 수 없었고 그들의 특수군단은 슬룬 남쪽의 크로아티아 육군 제1근위여단에 맞서 하루도 못 버텼기 때문에 예비군으로서의 임무에 실패했다. 세르비아 크라이나는 전통적으로 스릅스카 공화국군과 유고슬라비아군을 전략 예비군으로 간주했지만 보스니아 헤르체고비나의 상황은 스릅스카 공화국의 예비군을 고정시켰고 유고슬라비아는 밀로셰비치가 유고슬라비아군의 이동을 명령하지 않았기 때문에 군사적으로 개입하지 않았다. 설령 밀로셰비치가 개입을 명령했더라도 전투의 속도로 인해 유고슬라비아는 세르비아 크라이나군을 지원하기 위한 증원군을 배치하는 데 매우 제한적인 시간을 이용했어야 했을 것이라는 분석도 있다.

## 난민 위기
세르브계 주민들의 세르비아 크라이나 이주와 대량 탈출은 심각한 인도주의적 위기로 이어졌다. 1995년 8월 유엔은 세르브계 주민 3,500명 만이 코르둔과 바노비나(구 북부)에, 2,000명은 리카와 북부 달마티아(구 남부)에, 150,000명 이상은 유고슬라비아로, 10,000명에서 15,000명은 바냐루카 지역에 도착한 것으로 추산했다. 국제 언론과 국제 기구는 세르브계 난민이 200,000명에 달한다고 보도했다. 또한 구 서보스니아 자치주 소속 보스니아인 난민 21,000명이 크로아티아로 망명했다.
항복한 세르비아 크라이나 코르둔 군단과 함께 갇혀 있던 약 35,000명의 세르비아 난민들이 시사크와 자그레브-베오그라드 고속도로를 통해 유고슬라비아로 대피하는 동안, 대다수의 난민들은 크로아티아 육군이 진격하자 바노비나의 드보르 또는 리카를 통해 도착하는 루트를 따라 보스니아 헤르체고비나의 세르비아 점령지로 가는 두 개의 통로를 따라 스릅스카 공화국으로 떠났다. 크닌 점령 이후 크로아티아 육군 사단이 북쪽에서 진격이 지연되고 크로아티아 제2경비여단 전체가 페트리냐를 향해 남쪽으로 진격하지 않기로 결정하면서 두 개의 탈출지점이 생겼다. 무기, 탄약, 대포 및 전차를 대량으로 수송하며 후퇴하는 세르비아 크라이나군은 종종 대피하거나 도망치는 민간인들과 섞이게 되어 사용할 도로가 거의 없었다. 탈출하는 부대들은 크로아티아 공군 제트기와 크로아티아 육군에 의해 간헐적으로 공격을 받았고 민간인 근처에 위치한 세르비아 크라이나군과 교전을 벌였다. 난민들은 또한 스릅스카 공화국군의 제트기뿐만 아니라 보스니아 헤르체고비나 공화국군의 표적이 되었고 때때로 후퇴하는 세르비아 크라이나군 특수 부대의 전차에 치였다.  8월 9일, 크로아티아 민간인들이 세르비아 크라이나 코르둔 군단의 항복 협정에 따라 이전 섹터 북부에서 피난 온 난민 호송차량을 시사크에서 공격했다. 이 공격으로 한 명의 민간인이 사망했고, 많은 민간인이 부상을 입었으며 다수의 차량에 피해가 발생했다. 유엔 민간 경찰 감시자들이 압력을 가한 후에야 크로아티아 경찰이 이 사건에 개입했다. 다음 날, 크로아티아 주재 미국 대사 피터 갈브레이스가 세르브계 주민들을 보호하기 위해 난민 대열에 합류했고, 난민들의 계획된 경로를 따라 주둔한 크로아티아 경찰 수도 증가했다. 스릅스카 공화국을 통해 이동하는 난민들은 검문소에서 갈취되었고 지역 군인들에 의해 연료 및 기타 서비스에 추가 비용을 지불해야 했다.

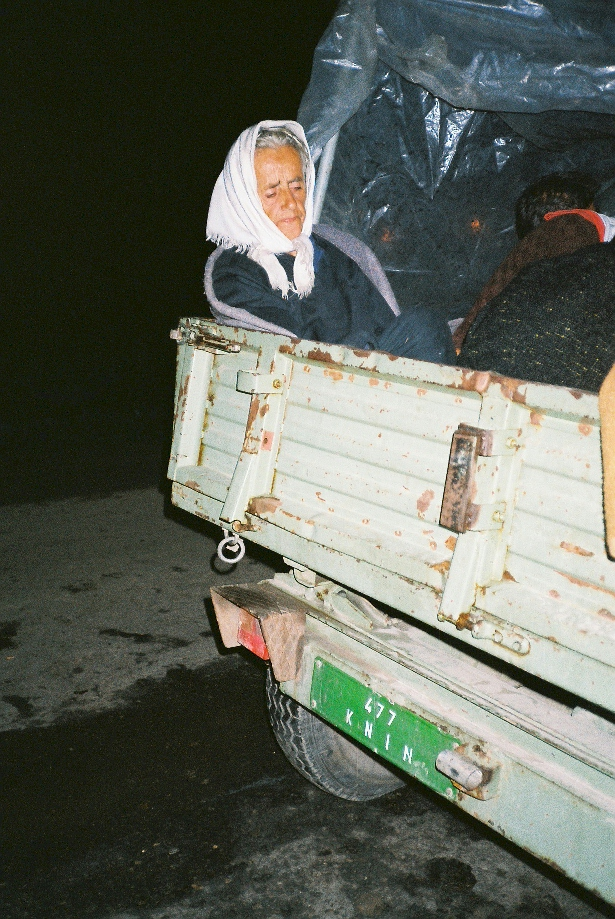
나이 많은 세르브계 난민이 트레일러를 타고 유고슬라비아 국경을 통과하고 있다

정치적 실패의 증거를 줄이기 위해 유고슬라비아 당국은 세르비아 여러 지역에 난민을 분산시키고 수도 베오그라드에 난민이 집중되는 것을 막으려고 했다. 유고슬라비아 정부는 난민들에게 헝가리인이 주로 거주하는 보이보디나와 알바니아인이 많이 거주하는 코소보 지역에 정착하도록 장려하여 이 지역의 불안정성을 확대시켰다. 코소보에 20,000명이 정착할 계획이었지만 4,000명만 이 지역으로 이주했다. 8월 12일 이후 세르비아 당국은 군대 연령대의 난민들 중 일부를 불법 이민자로 선언하며 추방하기 시작했다. 그들은 징집을 위해 크로아티아 동부의 스릅스카 공화국이나 세르비아 크라이나로 넘겨졌다. 일부 징집병들은 세르비아 크라이나를 포기했다는 이유로 공개적으로 굴욕을 당하고 구타를 당했다. 일부 지역에서는 보이보디나의 크로아트인들이 새로운 숙소를 요구하는 난민들에 의해 자신들의 집에서 쫓겨났다. 마찬가지로 바냐루카를 통해 이동하는 난민들은 크로아트인들과 보스니아인들을 그들의 집 밖으로 내몰았다.

### 난민의 귀환
크로아티아 독립 전쟁 초기인 1991년부터 1992년까지 세르비아 크라이나 공화국이 수립되면서 220,000명 이상의 비세르브계 인구가 세르브계가 점령한 크로아티아 영토에서 강제로 축출되었다. 폭풍 작전 이후, 보스니아 헤르체고비나에서 온 크로아티아 난민뿐만 아니라 난민 일부가 세르비아 크라이나가 이전에 보유하고 있던 지역의 주택 지역에 대거 정착하면서 세르비아계 난민의 귀환에 걸림돌이 되었다. 2010년 9월 기준으로, 전체 크로아티아 독립 전쟁 기간 동안 크로아티아에서 탈출한 세르비아인 300,000명에서 350,000명 중 132,707명이 귀환한 것으로 등록되어 있으나, 이 중 60%에서 65%만이 크로아티아에 영주하고 있는 것으로 파악된다. 그러나 크로아티아로 귀환할 의사가 있는 사람은 20,000명에서 25,000명에 불과하다. 2010년 기준, 크로아티아에서 온 세르비아계 난민 약 60,000명이 세르비아에 남아 있다.
구유고슬라비아 국제형사재판소는 세르브계 민간인이 크라이나에서 출발한 후 차별적 조치를 채택한 크로아티아 정부의 조치가 주민들의 출발이 강제되었다는 것을 입증하지 않는다고 밝혔다. 휴먼 라이츠 워치는 1999년 세르브계가 차별적인 법과 관행으로 인해 크로아티아 시민으로서 시민권을 누리지 못했고, 크로아티아로 자유롭게 돌아와 거주할 수 없는 경우가 빈번히 발생했다고 보고했다. 난민의 귀환은 여러 장애물에 의해 방해를 받고 있다. 크로아티아 난민들이 빈집에 정착하면서 발생하는 재산 소유와 숙소 제공 문제, 한때 정부 소유 주택에 거주했던 난민들의 임차권을 박탈하는 크로아티아 독립 전쟁 당시의 법안 등이 여기에 해당된다. 이 법안은 전쟁 후 폐기되었고 이후 크로아티아 정부는 귀환자들에게 대체 숙소를 제공하고 있다. 2010년 11월까지 6,538호의 주택이 할당되었다. 또 다른 장애물은 난민들이 거주 자격이나 크로아티아 시민권을 얻기 어렵다는 것이었다. 이후 적용 가능한 법안이 완화되어 2010년 11월까지 크로아티아는 세르비아 크라이나가 발행한 신분 서류의 유효성을 인정할 수 있게 되었다.크로아티아 정부가 일반 사면을 선언했음에도 불구하고 사면이 전쟁 범죄와 관련이 없기 때문에, 난민들은 법적 기소를 두려워한다.
2015년과 2017년 보고서에서 국제앰네스티는 세르브계 주민들이 그들의 재산을 되찾는 데 지속적인 장애물이 있는 것에 대해 우려를 표명했다. 그들은 크로아트계 세르비아인들이 공공 부문 고용에서 차별을 하며, 전쟁 중 비워진 사회주택에 대한 임차권 회복 문제에 계속 직면했다고 보고했다. 세르브계 주민들은 또한 혐오 발언, "파시스트 이데올로기를 불러일으키는" 것, 일부 마을에서 계속 정치화되고 실행되지 않는 소수 언어와 대본을 사용할 권리 등을 지적했다.

## 전쟁 범죄

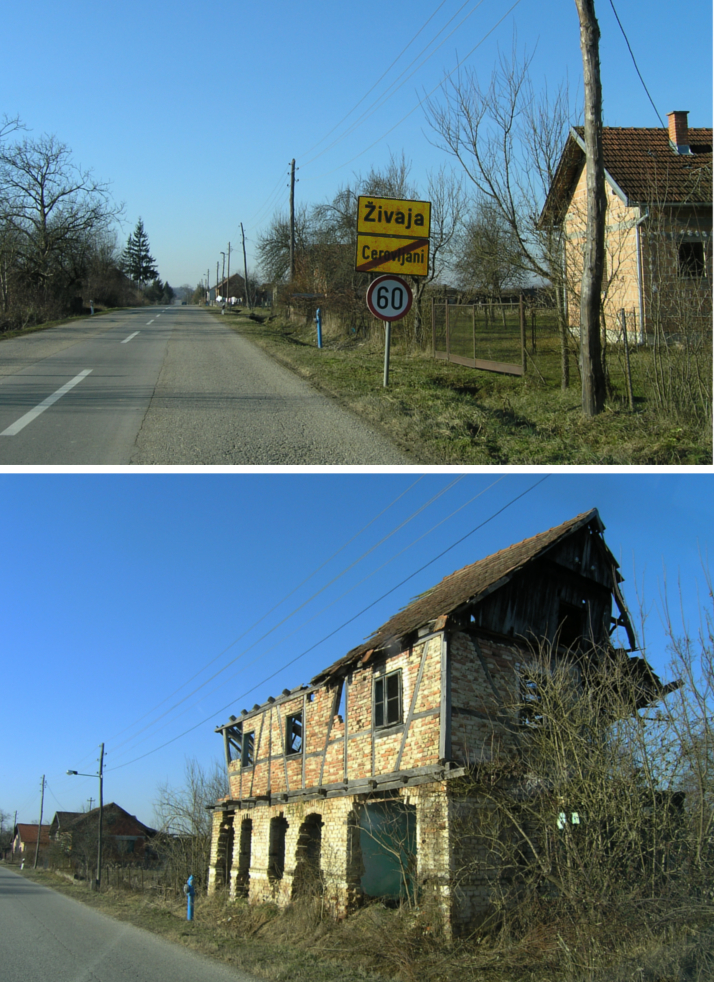
치바야 마을의 파괴된 가옥.

1993년 유엔 안전보장이사회 결의 827호에 근거하여 설립된 구유고슬라비아 국제형사재판소(ICTY)는 크로아티아의 세르비아 크라이나 점령 지역에서 세르브인을 영구적으로 제거하는 것을 목표로 하는 공동범죄집단에 참여했다는 이유로 고토비나, 체르마크, 마르카치를 전쟁 범죄 혐의로 기소했다. ICTY 혐의는 공동범죄집단에 참여한 다른 참가자로 투지만, 슈샤크, 보베코와 체르벤코로 명시했지만, 보베코를 제외한 모든 사람은 2001년 첫 관련 국제형사재판소 기소가 발표되기 전에 사망했다. 보베코는 구유고슬라비아 국제형사재판소에 의해 기소되었지만, 1년 후 국제형사재판소에서 재판을 위해 인도하기 전에 사망했다. 고토비나 등의 재판은 2008년에 시작되었고 이 재판은 고토비나와 마르카치의 유죄 판결과 2011년 체르마크의 무죄 판결로 이어졌다. 고토비나와 마르카치는 2012년 11월 항소에서 무죄를 선고받았다. ICTY는 폭풍 작전이 민간인들이 의도적으로 목표로 삼지 않았기 때문에 인종 박해를 목표로 하지 않았다고 결론지었다. 항소 회의소는 크로아티아 육군과 특수 경찰이 포격 이후 범죄를 저질렀지만, 국가 및 군 지도부는 범죄를 계획하고 창조하는 데 아무런 역할이 없다고 밝혔다. ICTY는 크로아티아가 세르브계 소수 민족을 대체하려는 특정한 의도가 없다고 결론지었다. 더욱이 ICTY는 고토비나와 마르카치가 세르비아 민간인의 귀환을 막는 차별적 노력을 채택하는 데 역할을 했다는 것을 발견하지 못했다. 5명의 판사 중 두 명이 이 판결에 반대했다. 이 사건은 전쟁법에 중요한 문제를 제기했고 이 판결은 전쟁법의 주요 선례로 평가되었다.
폭풍 작전 자체가 전쟁 범죄인지에 대한 견해는 여전히 엇갈린다. 이 작전에 대한 몇 안 되는 비판자 중 한 명인 유럽 연합 특사 빌트는 크로아티아가 유고슬라비아 전쟁에서 수행된 가장 효율적인 인종 청소라고 비난했다. 크로아티아는 세르브계 주민들이 "체류를 종용했다"고 주장하며 이를 부인했지만, 유엔 보고서에 따르면 군인들은 또한 세르비아인 거주 지역에 대한 포격과 민간인 살해에 관여했으며 크로아트인들이 세르브계 거주지를 불태우고 약탈하는 데 관여하도록 허용했다고 한다. 그의 견해는 마리-자닌 칼리치 교수, 밀로셰비치 전기 작가 아담 르보르, 폴 모제스 교수 등 많은 서방 분석가들에 의해 지지를 받고 있으며, 역사학자 제라드 토알과 칼 T. 달만은 이 작전을 공세 중에 발생한 "인종 청소 관행"과 구별하고 있다. 역사학자 마르코 아틸라 호아레는 이 작전이 인종 청소 행위였다는 데 동의하지 않고, 크로아티아 공세에 대한 대응으로 크라이나 세르비아 지도부가 민간인을 대피시켰다고 지적했다. 인종 청소 주장은 갈브레이스에 의해 거부되었다. 적십자 관계자, 유엔 참관인 및 서방 외교관들은 갈브레이스의 인종 청소 거부를 비난했으며, 한 대사는 그의 발언을 "숨이 막힐 정도"라고 불렀다." 고토비나 방위 최종 재판 브리핑에서 고토비나의 변호사 루카 미셰틱, 그레그 케회 및 파얌 아크하반은 세르브인 집단 추방 혐의를 기각했다. [217] 그들은 밀레 므르크시치 RSK 사령관의 ICTY 증언을 인용했는데, 그는 1995년 8월 4일 16시 이후에 실제로 세르브계 주민들을 크라이나에서 보스니아 국경 근처의 마을인 스르브로 대피시키기로 결정한 사람은 밀란 마르티치와 그의 참모였다고 말했다. 모제스는 또한 세르브인 사령부의 명령을 받았다고 언급했다. 또한 ICTY의 조사 결과 고토비나 장군이 세르브계 민간인에 대한 범죄를 포함한 포격 이후의 범죄와 일반적인 혼란을 예방하고 억제하기 위해 "수많은 조치들을 채택했다"는 증거를 제시했다.
2015년 2월, 크로아티아-세르비아 집단학살 사건이 종결되면서 국제사법재판소(ICJ)는 폭풍 작전이 대량학살을 구성한다는 세르브계 소송을 기각하면서, 비록 세르브계 민간인에 대한 심각한 범죄가 일어났다는 것을 재확인했지만, 크로아티아는 세르브계 소수민족을 말살하려는 구체적인 의도가 없다고 판결했다. 법원은 또한 크로아티아 육군이 민간인들에게 접근 가능한 탈출로를 남겼다고 밝혔다. ICJ는 또한 크로아티아의 지도자들이 기껏해야 군사적 공세가 세르브계 대다수의 사람들의 도주를 유발하는 효과를 가져올 것이라고 예상하고, 그 결과에 만족하고 세르브계 민간인의 이탈을 장려하고 싶지만 대량학살을 특징짓는 구체적인 의도의 존재를 확립하지는 않았다는 것을 발견했다. 판결에 따르면, 집을 탈출하는 세르비아계 민간인들과 UN 보호 지역에 남아있는 이들은 크로아티아 육군과 크로아트계 민간인들에 의해 다양한 형태의 괴롭힘을 당했다. 대표적으로 1995년 8월 8일, 난민 대열이 포격을 받았다.

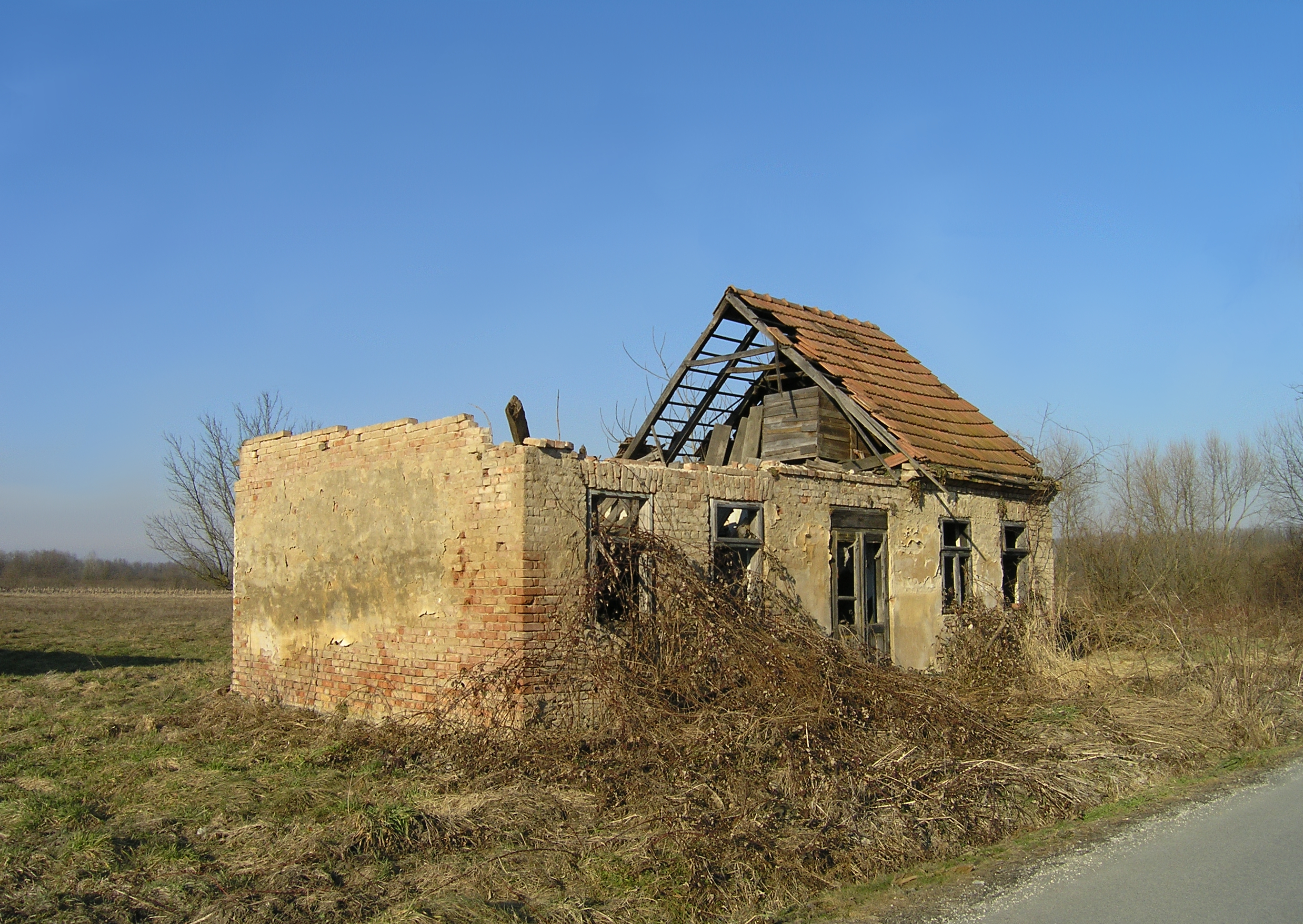
폭풍 작전 도중 파괴된 수냐의 세르브인 집

폭풍 작전의 민간인 사상자 수에 대해서는 논쟁의 여지가 있다. 크로아티아 검찰청은 전투 및 즉각적인 여파로 발생한 전쟁 범죄 24건에서 156명, 살인 피해자 47명 등 214명의 민간인이 사망했다고 주장한다. 크로아티아 헬싱키 위원회는 주장에 반박하며 폭풍 작전 이후 677명의 민간인이 사망했으며, 추가로 837명의 세르브계 민간인이 실종자로 등록되었다고 보고한다. 증거로 제출되었을 때, 그들의 보고서는 출처 없는 진술과 이중 입력으로 인해 ICTY에 의해 거부되었다. 다른 자료에 따르면 폭풍 작전이 보스니아로 계속된 후 181명의 희생자가 크로아티아군에 의해 사망하고 므콘이치 그라드의 집단 무덤에 묻혔다고 한다. 세르비아 자료에 따르면 1,192명의 민간인이 사망하거나 실종되었다고 한다. ICTY 검찰은 민간인 사망자 수를 324명으로 집계했다. 크로아티아 정부 관계자는 작전 중 크로아티아 민간인 42명이 사망했다고 추정한다.
폭풍 작전 당시와 이후에 파괴된 재산의 정확한 수는 전쟁 초기부터 이미 많은 가옥들이 피해를 입었기 때문에 파악하기 어렵다. 휴먼 라이츠 워치(HRW)는 전투 중과 이후에 5,000채 이상의 가옥이 파괴된 것으로 추정하고 있다. 이 지역 내 122개 세르비아 정교회 교회 중 1개가 파괴되고 17개가 파손되었지만 교회 피해의 대부분은 세르비아 퇴각 이전에 발생했다. 휴먼 라이츠 워치는 또한 폭풍 작전 당시의 학대의 대다수는 크로아티아군에 의해 자행되었다고 보고했다. 이후 수개월 동안 대규모로 지속된 이러한 학대에는 남겨진 노약자 세르브인에 대한 즉결 처형, 세르브계 마을과 재산의 전면적인 불타고 파괴 등이 포함되었다. 폭풍 작전 이후 수개월 동안 최소 150명의 세르브계 민간인이 즉결 처형되었고 또 다른 110명이 강제로 사라졌다. 그러한 예로 9명의 세르비아계 민간인이 사망한 바리보데 학살이 있다. 폭풍 작전 당시나 이후에 기록된 다른 세르브계 민간인 대상 범죄는 코미치, 키야니, 골루비치, 우즈돌레, 그루보리, 고시치 등에서 발생했다.
2012년 11월 기준으로 크로아티아 당국은 폭풍 작전 기간 또는 이후에 이 지역에서 자행된 범죄에 대한 6,390건의 보고를 받았고, 약탈, 방화, 살인, 전쟁 범죄 및 기타 불법 행위를 저지른 2,380명에게 유죄 판결을 내렸다. 같은 날짜 기준으로 폭풍 작전과 관련된 전쟁 범죄 재판은 24건 더 진행 중이다. 2012년 세르비아 당국은 폭풍 작전 기간 동안 자행된 전쟁 범죄 사례 5건을 조사하고 있었다. 작전 25주년을 맞아 발칸 탐사보도 네트워크는 ICTY 재판 문서를 분석한 결과 세르브계 민간인 살해 가해자 중 사법 처리된 사람은 거의 없고, 책임이 있는 부대의 지휘관 중 누구도 기소되지 않은 것으로 나타났다.

## 작전 이후

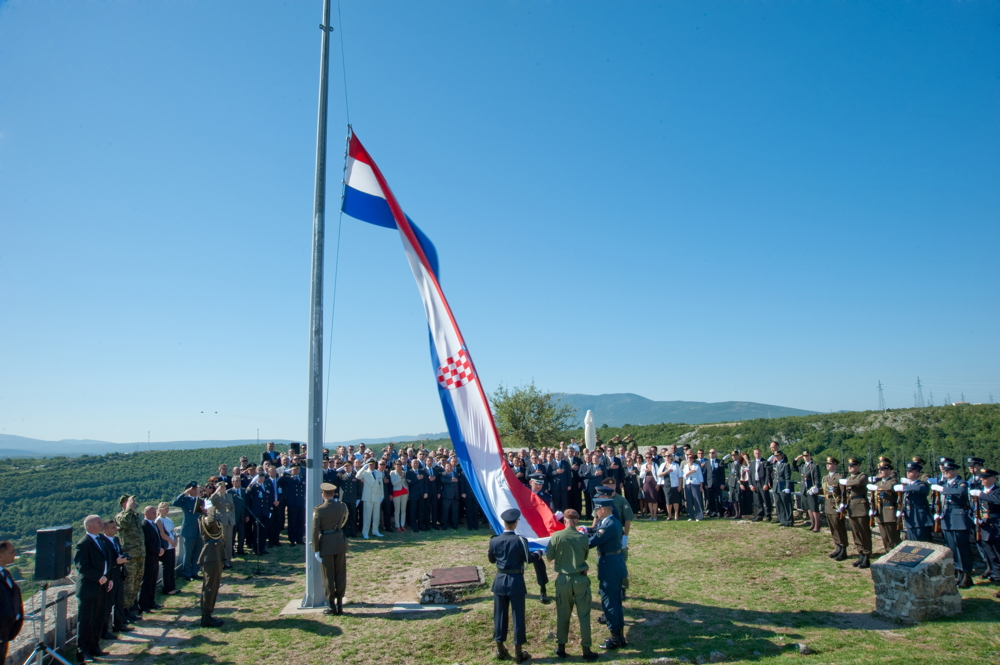
폭풍 작전 제16주년을 기념하기 위해 크닌 요새에 크로아티아의 국기를 거는 군인들.

세르비아 크라이나 공화국의 패배로 세르브계 보스니아인들은 보스니아 헤르체고비나 문제를 하루 빨리 협상해야 한다는 것을 깨달았고, 폭풍 작전 이후 세르브인들에게 유리하던 전세는 역전되었다. 또한 협상을 주도하던 미국의 사기 역시 크게 진작되었다. 또한 폭풍 작전 덕분에 비하치 포위전이 끝났고, 크로아티아 및 보스니아 지도부가 보스니아 헤르체고비나에서 새로운 세력 균형을 목표로 함과 동시에 국경 지대에 완충지대를 마련할 수 있으며 동시에 전쟁을 끝낼 수 있는 [바냐루카]] 지역으로의 대규모 군사개입을 준비할 수 있었다는 점에서 보스니아 전쟁에서도 폭풍 작전은 전략적 승리로 간주될 수 있었다. 1995년 NATO의 보스니아 헤르체고비나 폭격과 더불어 폭풍 작전으로 크로아티아와 세르브계는 평화 협상을 시작했고, 이 협상은 몇 달 뒤 데이턴 협정으로 이어졌다. 또한 폭풍 작전으로 크로아티아는 동슬라보니아와 바라냐 일대의 관할권을 에르두트 협정을 통해 반환받을 수 있었으며,  1995년 11월 크로아티아 독립 전쟁은 에르두트 협정으로 끝나게 되었다.
서구의 다양한 정보국들은 크로아티아의 패배를 예상하고 있었기 때문에 폭풍 작전이 크로아티아 측의 승리로 끝나자 많은 관측자들이 놀랐다.폭풍 작전에 대한 국제적 반응은 전투에서 양측을 지지하는 감정적인 논쟁에서 침착하게 현장 상황을 평가하는 사람들로 빠르게 발전했다. 유엔 관리들과 대부분의 국제 언론은 크로아티아를 비난했다. 구 유고슬라비아에서 근무하는 EU 협상가인 칼 빌트는 크로아티아를 공개적으로 비난했고, UN 특별대표 스톨텐베르크는 유엔 사무총장 아카시 야스시에게 크로아티아군에 대한 북대서양 조약 기구의 공습 요청을 촉구했다. 독일 외무장관 클라우스 킹켈은 유감을 표하면서도 "세르비아의 침략의 세월은 크로아티아의 인내심을 시험하게 했다"고 덧붙였다. 미국의 반응은 엇갈렸다. 윌리엄 페리 국방장관이 군사적 발전에 대해 호의적으로 생각하는 반면 갈브레이스는 반대를 선언했다. 8월 10일 유엔 안전보장이사회는 결의안 1009호를 발표하여 크로아티아가 군사 작전을 중단하고 유엔 평화유지군을 겨냥한 것을 비난하며 회담 재개를 요구했지만 크로아티아군의 철수는 요구하지 않았다. 8월 18일까지 로버트 프루저의 팀에 있는 미국 외교관들은 폭풍 작전이 그들의 외교 임무를 성공시킬 기회를 제공했다고 믿었는데, 이는 세르비아가 군사적으로 큰 패배를 당하지 않는다면 진지하게 협상하지 않을 것이라는 빌 클린턴 미국 대통령의 의견을 반영한 것이었다.
세르비아에서 슬로보단 밀로셰비치는 크로아티아의 공격을 비난했지만 밀로셰비치의 영향을 받은 언론들은 세르비아 크라이나 공화국의 지도부가 무능하다고 비난했고, 보이슬라브 셰셸을 포함한 가장 극단적인 정치인들은 크로아티아에 대한 보복을 요구했다. 보스니아 세르비아계 지도자 라도반 카라지치는 밀로셰비치를 반역죄로 비난하면서 유고슬라비아 군대에게 도움을 요청했다.
크로아티아에서는 수많은 도시에서 기지로 복귀하는 크로아티아 부대의 영웅들을 환영했으며, 폭풍 작전에 참여한 크로아티아군 부대에게 수여될 기념 메달이 제작되었다. 8월 26일, 크로아티아 정부는 투지만과 크로아티아의 공무원, 공공 인사, 언론인, 외교단 대부분을 태우고 자그레브에서 카를로바츠, 고스피치, 크닌, 스플리트를 거치는 철도 여행을 계획했다. 투지만은 각 역에서 연설을 했다. 크닌에서 투지만은 "[세르비아인들은] 더러운 [돈]과 더러운 속옷을 챙길 시간조차 없었다. 이 날, 우리는 크로아티아가 역사적 책임을 지고 있는 것을 멈추었다고 말할 수 있다. 이것은 단지 땅을 해방하는 것이 아니라, 앞으로 수세기 동안 자유롭고 독립적인 크로아티아를 위한 기초를 만드는 것이다."라고 말했다. 30만 명의 군중이 모였던 스플리트에서의 마지막 집회에서, 투지만은 부코바르의 해방도 맹세했다.

## 기념

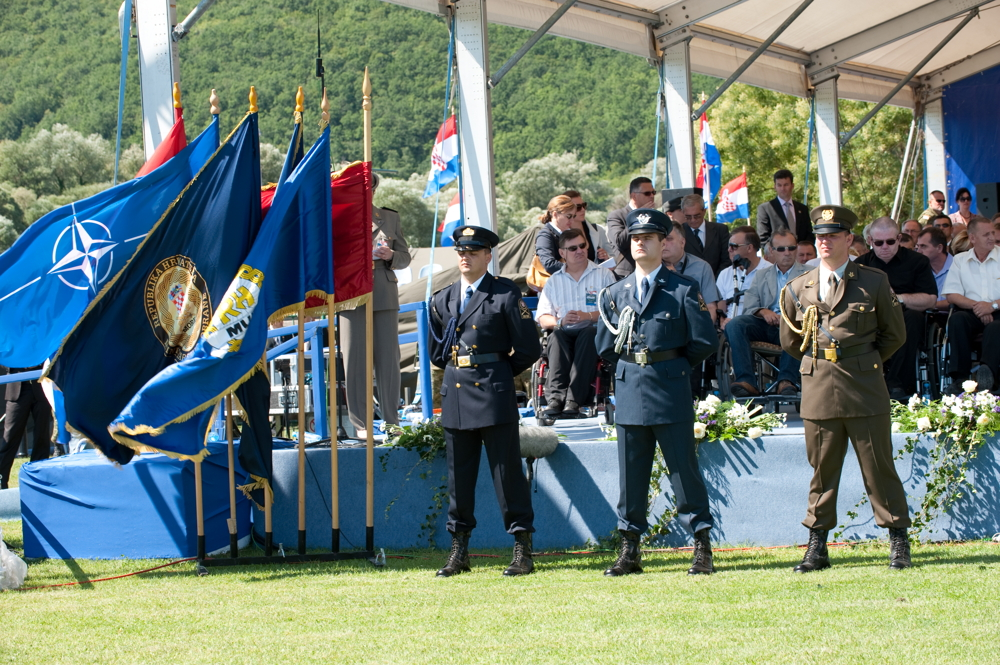
크로아티아의 폭풍 작전 16주년 기념행사.

세르브인들과 크로아트인들 간에 작전을 보는 관점이 다르다. 크로아티아에서 크로아티아군이 크닌을 점령한 8월 5일은 승리와 조국 감사절과 크로아티아 수비자들의 날로 선택되었고, 폭풍 작전은 크로아티아의 공휴일로서 기념되고 있다. 반면 세르비아와 스릅스카 공화국은 폭풍 작전 기간 또는 그 이후 사망하거나 도망친 세르브인들을 기리는 날로 지정했다.
2015년 작전 20주년을 기념해 크로아티아 국영방송은 크로아티아계 미국인 자크 바리치가 감독한 폭풍 작전 준비 및 실행 과정을 담은 4편짜리 다큐멘터리인 오디나 올류제를 방영했다.
작전 23주년을 맞아 크닌에서 열린 기념행사에는 몬테네그로의 주재무관 이반 마슐로비치 준장이 참석했다. 몬테네그로가 크닌에 특사를 파견한 것은 이 때가 처음이었다. 이 조치는 몬테네그로 친세르비아계 정치인들과 세르비아 언론으로부터 심한 비판을 받았다. 몬테네그로 우파정당인 신세르브 민주연합(NSD)은 마슐로비치를 "세르비아 국민에 대한 범죄를 축하하기 위해" 마슐로비치뿐만 아니라 마슐로비치를 보낸 사람들도 반역자라고 부르기도 했다. 일부에서는 마슐로비치를 몬테네그로 파시스트 협력자인 세쿨라 드를레비치와 비교하기까지 했다. 몬테네그로 국방부는 "몬테네그로는 다른 어떤 전투에서도 싸우지 않을 것이다"라고 말하며, "친밀하고 우호적인" 세르비아와 "친밀하고 우호적인" 나토 동맹국인 크로아티아를 포함하여 "이 지역의 모든 국가들과 좋은 이웃 관계를 구축하려는 입장을 가지고 있다."고 사절단 파견에 대해 방어했다.
작전 25주년을 맞아 크닌에서 열린 기념식에는 세르비아계 정치인 대표 보리스 밀로셰비치 크로아티아 부총리가 처음으로 참석했다. 그의 조치는 크로아티아 전역에서 갈채를 받았으며 크로아티아의 안드레이 플렌코비치 총리는 "크로아티아 사회, 크로아티아인과 세르비아 소수민족 간의 관계, 크로아티아와 세르비아 사이의 새로운 메시지를 전달할 것"이라고 밝혔다. 이를 칭찬한 다른 주목할 만한 정치인들로는 야당인 크로아티아 사회민주당(SDP) 페냐 그르빈, 독립민주세르브인당(DSS) 밀로라드 푸포바츠 대통령, 보이보디나 크로아티아 민주동맹 대표 토미슬라브 지그마노프, 크닌 시장 마르코 옐리치, 은퇴한 파바오 밀랴바츠 장군 등이 참석하였다. 밀로셰비치의 조치는 극우 정당인 국토운동(DP)과 옛 크로아티아 방위군(HOS) 준군사조직원들의 비판에 부딪혔다. 국토운동 지도자 미로슬라브 슈코로는 의회 부의장임에도 불구하고 공식적인 기념식 참석을 거부하였으며 "어떤 종류의 화해도 할 이유가 없다"고 말했다.  이 조치는 세르비아 정부와 스릅스카 공화국 정부에서도 부정적으로 받아들여졌다. 기념식에서 플렌코비치 총리, 조란 밀라노비치 대통령, 안테 고토비나 장군은 세르비아 시민 희생자들을 위해 평화와 화해, 의 메시지를 보냈다. 세르비아는 사바강 위의 라차 다리에서 기념식을 개최하였고, 다리 위에는 유고슬라비아 시대의 자동차와 트랙터를 탄 난민 복장을 한 배우들이 앉아있는 테이블라우가 무대에 올려졌다.

## 참고 문헌
서적
- Ahrens, Geert-Hinrich (2007). 《Diplomacy on the Edge: Containment of Ethnic Conflict and the Minorities Working Group of the Conferences on Yugoslavia》. Washington, D.C.: Woodrow Wilson Center Press. ISBN 978-0-8018-8557-0.
- Armatta, Judith (2010). 《Twilight of Impunity: The War Crimes Trial of Slobodan Milosevic》. Durham, North Carolina: Duke University Press. ISBN 978-0-8223-4746-0.
- Avant, Deborah D. (2005). 《The Market for Force: The Consequences of Privatizing Security》. Cambridge, England: Cambridge University Press. ISBN 978-0-521-61535-8.
- Central Intelligence Agency, Office of Russian and European Analysis (2002). 《Balkan Battlegrounds: A Military History of the Yugoslav Conflict, 1990–1995》. Washington, D.C.: Central Intelligence Agency. ISBN 978-0160664724. OCLC 50396958.
- Bideleux, Robert; Jeffries, Ian (2006). 《The Balkans: A Post-Communist History》. London: Routledge. ISBN 978-0-415-22962-3.
- Biondich, Mark (2004). 〈Croatia〉.   Richard C. Frucht. 《Eastern Europe: An Introduction to the People, Lands, and Culture》. Santa Barbara, California: ABC-CLIO. ISBN 978-1-57607-800-6.
- Blaskovich, Jerry (1997). 《Anatomy of Deceit: An American Physician's First-hand Encounter with the Realities of the War in Croatia》. Sonoma, California: Dunhill Publishing. ISBN 978-0-935016-24-6.
- Bjelajac, Mile; Žunec, Ozren (2009). 〈The War in Croatia, 1991–1995〉.   Charles W. Ingrao; Thomas Allan Emmert. 《Confronting the Yugoslav Controversies: A Scholars' Initiative》. West Lafayette, Indiana: Purdue University Press. ISBN 978-1-55753-533-7.
- Bono, Giovanna (2003). 《Nato's 'Peace Enforcement' Tasks and 'Policy Communities': 1990–1999》. Farnham, England: Ashgate Publishing. ISBN 978-0-7546-0944-5.
- Burg, Steven L.; Shoup, Paul S. (2000). 《The War in Bosnia Herzegovina: Ethnic Conflict and International Intervention》. Armonk, New York: M.E. Sharpe. ISBN 978-1-56324-309-7.
- Calic, Marie-Janine (2009). 〈Ethnic Cleansing and War Crimes, 1991–1995〉.   Charles W. Ingrao; Thomas Allan Emmert. 《Confronting the Yugoslav Controversies: A Scholars' Initiative》. West Lafayette, Indiana: Purdue University Press. 492쪽. ISBN 978-1-55753-533-7.
- Clark, Janine Natalya (2014). 《International Trials and Reconciliation: Assessing the Impact of the International Criminal Tribunal for the Former Yugoslavia》. London, England: Routledge. ISBN 978-1-31797-475-8.
- Daalder, Ivo H. (2000). 《Getting to Dayton: The Making of America's Bosnia Policy in 1995》. Washington, D.C.: Brookings Institution Press. ISBN 978-0-8157-1692-1.
- Dakić, Mile (2001). 《Krajina kroz vijekove》 [Krajina through centuries]. Belgrade, Serbia: Akademija Ivo Andrić. ISBN 978-8682507376.
- Dunigan, Molly (2011). 《Victory for Hire: Private Security Companies' Impact on Military Effectiveness》. Palo Alto, California: Stanford University Press. ISBN 978-0-8047-7459-8.
- 《Eastern Europe and the Commonwealth of Independent States》. London, England: Routledge. 1999. ISBN 978-1-85743-058-5.
- Galbraith, Peter (2006). 〈Negotiating Peace in Croatia: A Personal Account of the Road to Erdut〉.   Brad K. Blitz. 《War and Change in the Balkans: Nationalism, Conflict and Cooperation》. Cambridge: Cambridge University Press. ISBN 978-0-521-67773-8.
- Goldman, Minton F. (1997). 《Revolution and Change in Central and Eastern Europe: Political, Economic, and Social Challenges》. Armonk, New York: M.E. Sharpe. ISBN 978-1-56324-758-3.
- Glaurdić, Josip (2011). 《The Hour of Europe: Western Powers and the Breakup of Yugoslavia》. New Haven, Connecticut: Yale University Press. ISBN 978-0-30016-629-3.
- Goldstein, Ivo (1999). 《Croatia: A History》. London, England: C. Hurst & Co. ISBN 978-1-85065-525-1.
- Halberstam, David (2003). 《War in a Time of Peace: Bush, Clinton and the Generals》. London: Bloomsbury Publishing. ISBN 978-0-7475-6301-3.
- Henriksen, Dag (2007). 《Nato's Gamble: Combining Diplomacy and Airpower in the Kosovo Crisis, 1998–1999》. Annapolis, Maryland: Naval Institute Press. ISBN 978-1-59114-358-1.
- Hoare, Marko Attila (2010). 〈The War of Yugoslav Succession〉.   Ramet, Sabrina P. 《Central and Southeast European Politics Since 1989》. Cambridge: Cambridge University Press. 111–136쪽. ISBN 978-1-139-48750-4.
- Hockenos, Paul (2003). 《Homeland Calling: Exile Patriotism and the Balkan Wars》. Ithaca, New York: Cornell University Press. ISBN 978-0-8014-4158-5.
- Horvitz, Leslie Alan; Catherwood, Christopher (2014). 《Encyclopedia of War Crimes and Genocide》. Infobase Publishing. ISBN 978-1438110295.
- Hodge, Carole (2006). 《Britain And the Balkans: 1991 Until the Present》. London: Routledge. ISBN 978-0-415-29889-6.
- Holbrooke, Richard (1999). 《To End a War》. New York: Modern Library. ISBN 978-0-375-75360-2.
- LeBor, Adam (2002). 《Milosevic: A Biography》. New Haven, Connecticut: Yale University Press. ISBN 978-0-30010-317-5.
- Leutloff-Grandits, Carolin (2006). 《Claiming Ownership in Postwar Croatia: The Dynamics of Property Relations and Ethnic Conflict in the Knin Region》. Münster: LIT Verlag Münster. ISBN 978-3-8258-8049-1.
- Marijan, Davor (2007). 《Oluja》 [Storm] (PDF) (크로아티아어). Zagreb: Croatian Memorial Documentation Centre of the Homeland War of the Government of Croatia. ISBN 978-953-7439-08-8. 2014년 12월 31일에 원본 문서 (PDF)에서 보존된 문서. 2019년 9월 9일에 확인함.
- Markotich, Stan (1996). 〈Serbian Leader Stays Ahead of the Game〉.   Josephine Schmidt. 《The OMRI Annual Survey of Eastern Europe and the Former Soviet Union, 1995: Building Democracy》. Armonk, New York: M.E. Sharpe. ISBN 978-1-56324-924-2.
- Mojzes, Paul (2011). 《Balkan Genocides: Holocaust and Ethnic Cleansing in the 20th Century》. Plymouth: Rowman & Littlefield. ISBN 978-1-4422-0663-2.
- Mueller, Karl (2000). 〈The Demise of Yugoslavia and the Destruction of Bosnia: Strategic Causes, Effects, and Responses〉.   Robert C. Owen. 《Deliberate Force: A Case Study in Effective Air Campaigning》. Montgomery, Alabama: Air University Press. ISBN 978-1585660766.
- Mulaj, Kledja (2008). 《Politics of Ethnic Cleansing: Nation-state Building and Provision of In/security in Twentieth-century Balkans》. Lanham, Maryland: Lexington Books. ISBN 978-0-7391-1782-8.
- Nation, R. Craig (2003). 《War in the Balkans, 1991–2002》. Carlisle, Pennsylvania: Strategic Studies Institute. ISBN 978-1-58487-134-7.[깨진 링크]
- Newark, Tim (2005). 《Turning the Tide of War: 50 Battles That Changed the Course of Modern History》. London: Hamlyn. ISBN 978-0-681-33787-9.
- Pearl, Daniel; Cooper, Helene (2002). 《At Home in the World: Collected Writings from The Wall Street Journal》. New York: Simon & Schuster. ISBN 978-0-7432-4317-9. 2012년 12월 31일에 확인함.
- Ramet, Sabrina P. (2006). 《The Three Yugoslavias: State-Building And Legitimation, 1918–2006》. Bloomington: Indiana University Press. ISBN 978-0-253-34656-8.
- Ramet, Sabrina P.; Matić, Davorka (2007). 《Democratic Transition in Croatia: Value Transformation, Education & Media》. College Station: Texas A&M University Press. ISBN 978-1-58544-587-5.
- Riley, Jonathon (2010). 《Decisive Battles: From Yorktown to Operation Desert Storm》. London: Continuum International Publishing Group. ISBN 978-1-84725-250-0.
- Sadkovich, James J. (1998). 《The U.S. Media and Yugoslavia: 1991–1995》. Westport, Connecticut: Greenwood Publishing Group. ISBN 978-0-275-95046-0.
- Schabas, William A. (2006). 《The UN International Criminal Tribunals: The Former Yugoslavia, Rwanda and Sierra Leone》. Cambridge: Cambridge University Press. ISBN 978-0-521-84657-8.
- Sekulić, Milisav (2000). 《Knin je pao u Beogradu》 [Knin was lost in Belgrade] (세르비아어). Bad Vilbel, Germany: Nidda Verlag. OCLC 47749339. 2013년 11월 11일에 원본 문서에서 보존된 문서.
- van Selm, Joanne (2000). 《Kosovo's Refugees in the European Union》. London: Continuum International Publishing Group. ISBN 978-1-85567-641-1.
- Tanner, Marcus (2001). 《Croatia: A Nation Forged in War》. New Haven, Connecticut: Yale University Press. ISBN 978-0-300-09125-0.
- Thompson, Wayne C. (2012). 《Nordic, Central & Southeastern Europe 2012》. Lanham, Maryland: Rowman & Littlefield. ISBN 978-1-61048-891-4.
- Thomas, Nigel (2006). 《The Yugoslav Wars (1): Slovenia & Croatia 1991–95》. Oxford, England: Osprey Publishing. ISBN 978-1-84176-963-9.
- Thomas, Robert (1999). 《Serbia Under Milošević: Politics in the 1990s》. London, England: C. Hurst & Co. ISBN 978-1-85065-367-7.
- Toal, Gerard; Dahlman, Carl T. (2011). 《Bosnia Remade: Ethnic Cleansing and Its Reversal》. New York: Oxford University Press. ISBN 978-0-19-973036-0.
- Woodward, Susan L. (2010). 〈The Security Council and the Wars in the Former Yugoslavia〉.   Vaughan Lowe; Adam Roberts; Jennifer Welsh; Dominik Zaum. 《The United Nations Security Council and War: The Evolution of Thought and Practice Since 1945》. Oxford, England: Oxford University Press. ISBN 978-0-19-161493-4.
- Sadat, Leila Nadya (2018). 《Seeking Accountability for the Unlawful Use of Force》. Cambridge University Press. ISBN 978-1316941423.
- Wrage, Stephen; Cooper, Scott (2019). 《No Fly Zones and International Security: Politics and Strategy》. New York: Routledge. ISBN 978-1-317-08718-2.

뉴스 보도
- “Petrovačka cesta, zločin bez kazne” [No Convictions for Petrovačka cesta] (세르비아어). Balkan Insight. 2015년 8월 7일. 2015년 10월 2일에 원본 문서에서 보존된 문서.
- “17th anniversary of Operation Storm marked”. B92. 2012년 8월 4일. 2013년 11월 30일에 원본 문서에서 보존된 문서.
- Alač, Zvonko (2011년 8월 5일). “Oluja: 16 godina od hrvatskog rušenja Velike Srbije” [Storm: 16 years since Croatia toppled Greater Serbia] (크로아티아어). Index.hr. 2013년 11월 30일에 원본 문서에서 보존된 문서.
- Barbir-Mladinović, Ankica (2010년 8월 20일). “Tvrdnje da je MPRI pomagao pripremu 'Oluje' izmišljene” [Claims that the MPRI helped prepare the 'Storm' are fabrications]. 《Radio Slobodna Evropa》 (크로아티아어) (Radio Free Europe/Radio Liberty). 2010년 8월 29일에 원본 문서에서 보존된 문서.
- Beaumont, Peter; Vulliamy, Ed (2001년 7월 8일). “Guns secret set to haunt US”. 《The Guardian》. 2013년 8월 25일에 원본 문서에서 보존된 문서.
- Bellamy, Christopher (1992년 10월 10일). “Croatia built 'web of contacts' to evade weapons embargo”. 《The Independent》. 2012년 11월 10일에 원본 문서에서 보존된 문서.
- Bonner, Raymond (1995년 7월 31일). “Croats Confident As Battle Looms Over Serbian Area”. 《The New York Times》. 2012년 11월 6일에 원본 문서에서 보존된 문서.
- Bonner, Raymond (1995년 8월 4일). “Croatian Army Begins Attack on Rebel Serbs”. 《The New York Times》. 2012년 11월 6일에 원본 문서에서 보존된 문서.
- Bonner, Raymond (1995년 8월 17일). “Dubrovnik Finds Hint of Deja Vu in Serbian Artillery”. 《The New York Times》. 2013년 10월 2일에 원본 문서에서 보존된 문서.
- Bonner, Raymond (1995년 8월 13일). “The Serbs' Caravan of Fear”. 《The New York Times》. 2012년 11월 6일에 원본 문서에서 보존된 문서.
- Cohen, Roger (1995년 5월 2일). “Croatia hits area rebel Serbs hold, crossing U.N. lines”. 《The New York Times》. 2013년 9월 30일에 원본 문서에서 보존된 문서.
- Cowell, Alan (1991년 9월 24일). “Serbs and Croats: Seeing War in Different Prisms”. 《The New York Times》. 2013년 10월 13일에 원본 문서에서 보존된 문서.
- Daly, Emma; Marshall, Andrew (1994년 11월 27일). “Bihac fears massacre”. 《The Independent》. 2012년 11월 9일에 원본 문서에서 보존된 문서.
- Daly, Emma (1995년 8월 9일). “Bosnian Serb leader accuses Milosevic of treason”. 《The Independent》. 2013년 11월 30일에 원본 문서에서 보존된 문서.
- “Dan pobjede i 17. obljetnica Oluje” [Victory Day and the 17th Anniversary of the Storm] (크로아티아어). Croatian Radiotelevision. 2012년 8월 5일. 2013년 2월 17일에 원본 문서에서 보존된 문서.
- Engelberg, Stephen (1991년 3월 3일). “Belgrade Sends Troops to Croatia Town”. 《The New York Times》. 2013년 10월 2일에 원본 문서에서 보존된 문서.
- “Ex-U.S. envoy: No ethnic cleansing in Croatia”. B92. 2011년 4월 19일. 2011년 4월 21일에 원본 문서에서 보존된 문서.
- Fedarko, Kevin (1995년 8월 14일). “The Guns of August”. 《Time》. 2013년 11월 30일에 원본 문서에서 보존된 문서.
- Fedarko, Kevin (1995년 9월 11일). “NATO and the Balkans: Louder than words”. 《Time》. 2013년 11월 30일에 원본 문서에서 보존된 문서.
- Hedges, Chris (1995년 11월 12일). “Serbs in Croatia resolve key issue by giving up land”. 《The New York Times》. 2013년 10월 2일에 원본 문서에서 보존된 문서.
- “Janko Bobetko, 84, Is Dead; Fought to Free Croatians”. 《The New York Times》. 2003년 4월 30일. 2013년 11월 30일에 원본 문서에서 보존된 문서.
- Kaufman, Michael T. (1992년 7월 15일). “The Walls and the Will of Dubrovnik”. 《The New York Times》. 2013년 6월 14일에 원본 문서에서 보존된 문서.
- Kinzer, Stephen (1995년 7월 15일). “Frustrated Croats Are Openly Preparing a Major Assault on a Serbian Enclave”. 《The New York Times》. 2012년 11월 8일에 원본 문서에서 보존된 문서.
- Krasnec, Tomislav (2010년 8월 20일). “Peter Galbraith: Srpska tužba nema šanse na sudu” [Galbraith: Serbian claim stands no chance in court]. 《Jutarnji list》 (크로아티아어). 2010년 8월 23일에 원본 문서에서 보존된 문서.
- Maass, Peter (1992년 7월 16일). “Serb Artillery Hits Refugees – At Least 8 Die As Shells Hit Packed Stadium”. 《The Seattle Times》. 2013년 11월 5일에 원본 문서에서 보존된 문서.
- “Ministar branitelja obišao novu masovnu grobnicu: Kod Petrinje zakopano osam žrtava” [Minister of veterans' affairs visits newly found mass grave: Eight victims buried near Petrinja] (크로아티아어). Index.hr. 2012년 3월 15일. 2013년 11월 30일에 원본 문서에서 보존된 문서.
- “Molitva za žrtve i ubijenu pravdu” [A prayer for victims and murdered justice] (세르비아어). Radio Television of Serbia. 2012년 11월 18일. 2013년 11월 30일에 원본 문서에서 보존된 문서.
- Moore, Patrick (1995년 8월 15일). “'Sinister' development in Banja Luka exodus”. Radio Free Europe/Radio Liberty. 2009년 2월 17일에 원본 문서에서 보존된 문서.
- “Oblio me znoj kad je Tuđman rekao Srbima da se ne vraćaju” [I broke sweat when Tuđman told Serbs not to return] (크로아티아어). Nacional. 2005년 5월 17일. 2011년 2월 11일에 원본 문서에서 보존된 문서.
- “Oluja: B92 otkriva šta se istražuje” [Storm: B92 reveals what is investigated] (세르비아어). B92. 2012년 11월 21일. 2013년 11월 30일에 원본 문서에서 보존된 문서.
- “"Oluja" pred američkim sudom” ["Storm" before an American court] (세르비아어). Radio Television of Serbia. 2011년 9월 3일. 2012년 10월 10일에 원본 문서에서 보존된 문서.
- Popović, Jasmina; Bradarić, Branimir; Brnabić, Vesna (2010년 7월 19일). “Srpske izbjeglice: Ne nadamo se povratku u Hrvatsku” [Serb refugees: We don't hope to return to Croatia]. 《Večernji list》 (크로아티아어). 2013년 11월 30일에 원본 문서에서 보존된 문서.
- Prodger, Matt (2005년 8월 5일). “Evicted Serbs remember Storm”. BBC News. 2012년 10월 23일에 원본 문서에서 보존된 문서.
- “Puhovski: Srpski tenkovi gazili su kolonu izbjeglica” [Puhovski: Serbian tanks ran over a refugee column] (크로아티아어). 24sata (Croatia). 2009년 2월 13일. 2013년 11월 30일에 원본 문서에서 보존된 문서.
- Pukanić, Ivo (2005년 4월 3일). “Otkrivena tajna brijunskih vrpci” [Brijuni tapes secret revealed] (크로아티아어). Nacional. 2013년 11월 30일에 원본 문서에서 보존된 문서.
- Pukanić, Ivo (2005년 5월 24일). “US Role in Storm”. Nacional. 2013년 3월 10일에 원본 문서에서 보존된 문서.
- “Rebel Serbs List 50 Croatia Sites They May Raid”. 《The New York Times》. 1993년 9월 13일. 2011년 12월 29일에 원본 문서에서 보존된 문서.
- “Roads Sealed as Yugoslav Unrest Mounts”. 《The New York Times》. Reuters. 1990년 8월 19일. 2013년 9월 21일에 원본 문서에서 보존된 문서.
- Sabljaković, Dževad (2011년 8월 4일). “Prijepori oko broja žrtava "Oluje"” [Disputes about number of casualties of the "Storm" continue] (크로아티아어). Deutsche Welle. 2014년 8월 14일에 원본 문서에서 보존된 문서.
- “Serb refugees flex muscle in Bosnia”. 《The Baltimore Sun》. 1995년 8월 13일. 2013년 11월 30일에 원본 문서에서 보존된 문서.
- Sheridan, Michael (1995년 8월 5일). “Serbia demands international action”. 《The Independent》. 2013년 11월 30일에 원본 문서에서 보존된 문서. 2020년 4월 25일에 확인함.
- Sheridan, Michael (1995년 8월 6일). “Fanatics turn on Milosevic”. 《The Independent》. 2013년 11월 30일에 원본 문서에서 보존된 문서.
- Sheridan, Michael (1995년 8월 9일). “Belgrade counts cost of ethnic dreams”. 《The Independent》. 2013년 11월 30일에 원본 문서에서 보존된 문서.
- Simons, Marlise (2008년 3월 12일). “War Crimes Trial Begins for Croatian General Who Worked With Americans”. 《The New York Times》. 2013년 11월 30일에 원본 문서에서 보존된 문서.
- “Sretan vam Dan pobjede i domovinske zahvalnosti” [Happy victory day and national thanksgiving day] (크로아티아어). Nova TV (Croatia). 2011년 8월 5일. 2013년 10월 30일에 원본 문서에서 보존된 문서.
- Steele, Jonathan (1999년 6월 14일). “Break the cycle of abuse”. 《The Guardian》. 2013년 8월 24일에 원본 문서에서 보존된 문서.
- Sudetic, Chuck (1991년 4월 2일). “Rebel Serbs Complicate Rift on Yugoslav Unity”. 《The New York Times》. 2013년 10월 2일에 원본 문서에서 보존된 문서.
- Sudetic, Chuck (1991년 6월 26일). “2 Yugoslav States Vote Independence To Press Demands”. 《The New York Times》. 2012년 11월 10일에 원본 문서에서 보존된 문서.
- Sudetic, Chuck (1991년 6월 29일). “Conflict in Yugoslavia; 2 Yugoslav States Agree to Suspend Secession Process”. 《The New York Times》. 2013년 6월 14일에 원본 문서에서 보존된 문서.
- Sudetic, Chuck (1991년 11월 18일). “Croats Concede Danube Town's Loss”. 《The New York Times》. 2013년 11월 14일에 원본 문서에서 보존된 문서.
- Sudetic, Chuck (1992년 1월 3일). “Yugoslav Factions Agree to U.N. Plan to Halt Civil War”. 《The New York Times》. 2013년 6월 14일에 원본 문서에서 보존된 문서.
- Sudetic, Chuck (1993년 1월 24일). “Croats Battle Serbs for a Key Bridge Near the Adriatic”. 《The New York Times》. 2013년 11월 30일에 원본 문서에서 보존된 문서.
- Švarm, Filip (2006년 8월 10일). “Oluja, zločin i video kamera” [Storm, crime and a video camera] (세르비아어). Vreme. 2007년 7월 23일에 원본 문서에서 보존된 문서.
- Toma, Ivanka (2012년 11월 27일). “Zbog zločina tijekom Oluje i nakon nje osuđeno 2380 osoba” [2380 persons convicted for crimes committed during the Storm and afterwards]. 《Večernji list》 (크로아티아어). 2013년 11월 30일에 원본 문서에서 보존된 문서.
- Traynor, Ian (2012년 11월 16일). “Croatia's 'war crime' is no longer a crime after UN tribunal verdict”. 《The Guardian》. 2013년 11월 30일에 원본 문서에서 보존된 문서.
- “У Цркви светог Марка служен парастос убијенима у Олуји” [A dirge for killed in Storm held in St. Mark's Church]. 《Politika》 (세르비아어). Tanjug. 2010년 8월 4일. 2012년 4월 4일에 원본 문서에서 보존된 문서.
- “UN court dismisses Croatia and Serbia genocide claims”. 《BBC News》 (London, England). 2015년 2월 3일.
- “UN war crimes court frees Croatian generals”. 《ABC News》 (ABC News (Australia)). Agence France-Presse. 2012년 11월 17일. 2012년 11월 30일에 원본 문서에서 보존된 문서.
- Vurušić, Vlado (2007년 12월 9일). “Krešimir Ćosić: Amerikanci nam nisu dali da branimo Bihać” [Krešimir Ćosić: Americans did not let us defend Bihać]. 《Jutarnji list》 (크로아티아어). 2010년 10월 28일에 원본 문서에서 보존된 문서.
- Wayne, Leslie (2002년 10월 13일). “America's For-Profit Secret Army”. 《The New York Times》. 2013년 10월 13일에 원본 문서에서 보존된 문서.
- Williams, Carol J. (1992년 1월 29일). “Roadblock Stalls U.N.'s Yugoslavia Deployment”. 《Los Angeles Times》. 2012년 11월 4일에 원본 문서에서 보존된 문서.
- “Ex-chief prosecutor denounces Hague ruling”. 《B92》. 2012. 2018년 11월 14일에 확인함.

국제기구/정부기구/NGO 자료
- “2010 Human Rights Report: Croatia”. United States Department of State. 2011년 4월 8일.
- “2013 Regional Operations Profile – South-Eastern Europe”. United Nations High Commissioner for Refugees. 2013년 10월 30일에 원본 문서에서 보존된 문서.
- “Appeals Judgement Summary for Ante Gotovina and Mladen Markač” (PDF). International Criminal Tribunal for the former Yugoslavia. 2012년 11월 16일.
- “Appeals Judgement for Ante Gotovina and Mladen Markač” (PDF). International Criminal Tribunal for the former Yugoslavia. 2012년 11월 16일.
- 《Croatia, a Decade of Disappointment: Continuing Obstacles to the Reintegration of Serb Returnees》. Human Rights Watch. 2006.
- “Croatia human rights practices, 1993; Section 2, part d”. United States Department of State. 1994년 1월 31일. 2013년 11월 5일에 원본 문서에서 보존된 문서.
- “Croatia: Impunity for abuses committed during "Operation Storm" and the denial of the right of refugees to return to the Krajina” (PDF). Human Rights Watch. August 1996.
- “Govori Predsjednika Tuđmana u Vlaku slobode” [Speeches of the President Tuđman in the Freedom Train] (크로아티아어). Office of the President of Croatia. 2013년 11월 30일에 원본 문서에서 보존된 문서.
- “Human Rights Watch World Report 1999 – Croatia”. Human Rights Watch. 1999년 1월 1일. 2013년 11월 30일에 원본 문서에서 보존된 문서.
- “Izviješće Vlade Republike Hrvatske o dosadašnjem tijeku povratka i zbrinjavanju prognanika, izbjeglica i raseljenih osoba” [Report of the Government of the Republic of Croatia on progress of return of and care for refugees and displaced persons]. 《Narodne novine》 (크로아티아어). 1998년 7월 7일.
- “Judgement Summary for Gotovina et al.” (PDF). International Criminal Tribunal for the former Yugoslavia. 2011년 4월 15일.
- “NATO's Role in Bringing Peace to the Former Yugoslavia”. NATO. 1997년 7월 4일. 2008년 11월 14일에 원본 문서에서 보존된 문서.
- “Odluka” [Decision]. 《Narodne novine》 (크로아티아어) (Narodne novine) (53). 1991년 10월 8일. ISSN 1333-9273.
- “Odluka o ustanovljenju medalja za sudjelovanje u vojno-redarstvenim operacijama i u iznimnim pothvatima (NN 060/1995)” [Decision on establishment of medals commemorating partaking of military-policing operations and exceptional efforts (OG 060/1995)] (크로아티아어). Government of Croatia. 1995년 8월 7일. 2013년 2월 17일에 원본 문서에서 보존된 문서.
- “ICTY Transcript 090619ED”. International Criminal Tribunal for the former Yugoslavia. 2009년 6월 19일. 2019년 8월 29일에 확인함.
- “Gotovina Defence Final Trial Brief” (PDF). International Criminal Tribunal for the former Yugoslavia. 2010년 7월 27일. 2010년 7월 27일에 확인함.
- “Prosecutor v. Ante Gotovina, Ivan Čermak, Mladen Markač – Judgement volume I of II” (PDF). International Criminal Tribunal for the former Yugoslavia. 2011년 4월 15일.
- “Report of the Secretary-General Submitted Pursuant to Security Council Resolution 1009 (1995)”. United Nations Security Council. 1995년 8월 23일.
- “Situation of human rights in the territory of the former Yugoslavia”. United Nations Economic and Social Council. 1993년 11월 17일. 2012년 6월 12일에 원본 문서에서 보존된 문서.
- “The prosecutor of the Tribunal against Ante Gotovina”. International Criminal Tribunal for the former Yugoslavia. 2001년 5월 21일. 2012년 9월 19일에 원본 문서에서 보존된 문서.
- “The prosecutor of the Tribunal v. Ante Gotovina, Ivan Čermak, Mladen Markač – Amended jointer indictment” (PDF). International Criminal Tribunal for the former Yugoslavia. 2007년 5월 17일.
- “The Prosecutor vs. Milan Martic – Judgement” (PDF). International Criminal Tribunal for the former Yugoslavia. 2007년 6월 12일.
- “United Nations Confidence Restoration Operation”. United Nations. 2013년 4월 14일에 원본 문서에서 보존된 문서.
- “U.S. Committee for Refugees World Refugee Survey 2001 – Croatia”. United Nations High Commissioner for Refugees. 2001년 6월 20일. 2013년 11월 30일에 원본 문서에서 보존된 문서.
- “Zakon o općem oprostu” [General Amnesty Act]. 《Narodne novine》 (크로아티아어) (80). 1996년 9월 27일.
- “Application of the Convention on the Prevention and Punishment of the Crime of Genocide (Croatia v. Serbia)” (PDF). The Hague: International Court of Justice. 2016년 3월 4일에 원본 문서 (PDF)에서 보존된 문서.
- “Amnesty International report 2016/2017” (PDF). Amnesty International. 2017년 1월 1일.
- Borda, A.Z. (2013). “The Use of Precedent as Subsidiary Means and Sources of International Criminal Law” (PDF). 《Tilburg Law Review》 211 (Spring): 65–82. doi:10.1163/22112596-01802002. 2018년 7월 23일에 원본 문서 (PDF)에서 보존된 문서. 2023년 10월 9일에 확인함.
- Huffman, Walter B. (2012). “Margin of error: Potential pitfalls of the ruling in the Prosecutor v. Ante Gotovina” (PDF). 《Military Law Review》 (The Judge Advocate General's Legal Center and School) 211 (Spring): 1–56. ISSN 0026-4040. 2013년 1월 13일에 확인함.
- Decoeur, Henri (2012). “The ICTY Appeals Judgement in Prosecutor v Gotovina and Markač: Scratching below the Surface”. 《Cambridge International Law Journal》. 2018년 8월 5일에 확인함.
- A.Z. Borda (2014). “The Direct and Indirect Approaches to Precedent in International Criminal Courts and Tribunals” (PDF). 《Melbourne Journal of International Law》 14: 608–642. 2018년 7월 23일에 원본 문서 (PDF)에서 보존된 문서. 2018년 8월 5일에 확인함.
- B. Jones;  외. (2014). “Acquittal of Gotovina and Haradinaj” (PDF). 《Swisspeace》: 1–35. 2023년 4월 26일에 원본 문서 (PDF)에서 보존된 문서. 2018년 8월 5일에 확인함.
- Sash Jayawardane, Charlotte Divin (2014). “The Gotovina, Perisic and Sainovic Appeal Judgments: Implications for International Criminal Justice Mechanisms” (PDF). 《The Hague Institute for Global Justice》. 2022년 2월 20일에 원본 문서 (PDF)에서 보존된 문서. 2018년 11월 14일에 확인함.
- Marko Milanovic (2012). “The Gotovina Omnishambles”. 《Blog of the European Journal of International Law》. 2018년 11월 14일에 확인함.
- Mirkovic, Damir (2000). “The historical link between the Ustasha genocide and the Croato-Serb civil war: 1991–1995”. 《Journal of Genocide Research》 2 (3): 363–373. doi:10.1080/713677614. S2CID 72467680.
- “Second Class Citizens: The Serbs of Croatia”. Human Rights Watch. March 1999. 2020년 8월 6일에 확인함.